# Lissone
Lissone (Lisson in dialetto brianzolo, AFI: [liˈsuŋ]) è un comune italiano di 46 914 abitanti della provincia di Monza e della Brianza in Lombardia. Si fregia del titolo di città, ed è la seconda della provincia per popolazione dopo il capoluogo, Monza. "Capitale del mobile", è nota in Italia e all'estero per la produzione e il commercio di articoli per l'arredamento. Sede del DUC, il distretto urbano del commercio e polo culturale della Brianza, annovera una delle più grandi biblioteche della Provincia, la Biblioteca del Mobile e dell'Arredamento, unica in Italia, e il Museo d'Arte Contemporanea. Il 1º giugno 2019 è ricorso il 150º anniversario dell’unificazione con Cassina Aliprandi, che portò il comune ai confini odierni.

## Geografia fisica

### Territorio

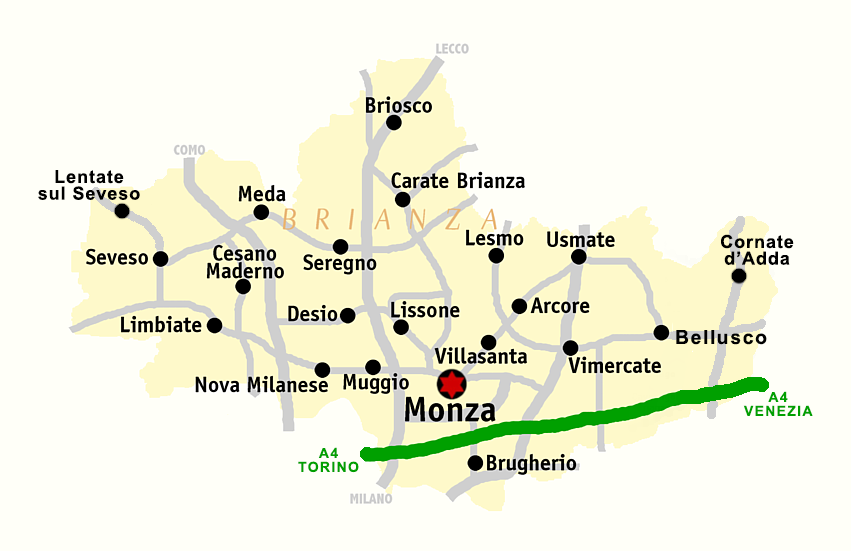
Mappa della provincia

Il comune si estende su una dorsale leggermente rilevata posta tra i fiumi Lambro e Seveso, a stretto contatto con la periferia nord-occidentale di Monza. Fa parte storicamente della bassa Brianza. La città dista solo 4 km dal centro di Monza e 17 km dal centro di Milano.
Secondo i dati del Sistema Nazionale per la Protezione dell’Ambiente (ISPRA), Lissone presenta un'elevata percentuale di suolo consumato, pari a oltre il 71 % del territorio comunale. Questo valore la colloca al primo posto in Lombardia e al quinto nazionale tra i comuni con il più alto grado di urbanizzazione.

### Clima
Il clima di Lissone si può classificare come continentale temperato. Gli inverni sono abbastanza freddi e piovosi. Durante l'inverno si possono registrare temperature minime di −10 °C, anche con gelate notturne, mentre la neve compare solitamente nel periodo compreso fra i primi di dicembre e gli ultimi giorni di marzo. In ogni caso, dalla fine degli anni ottanta a oggi, la neve è in diminuzione, con una sua lenta tendenza alla scomparsa così come è successo per la nebbia.
Le estati sono calde e molto umide e afose, interrotte da rari periodi freschi o per lo più da perturbazioni dovute a fenomeni di carattere temporalesco, specialmente nel mese d'agosto. Le temperature medie massime nel periodo di luglio sfiorano i 30 °C con frequenti picchi superiori. Lissone risente del cosiddetto effetto cappa simile a quello di Monza e provincia: oltre che dalla collocazione geografica in sé, tale effetto è aggravato dall'esplosione della densità abitativa e dal conseguente intenso riscaldamento artificiale.

## Origini del nome
Riguardo all'etimologia del nome Lissone , secondo alcuni deriva da magna lis - grande lite nel senso di grande battaglia avvenuta, in epoca romana; secondo altri da Lixiones, i legionari romani addetti anche alla fornitura dell'acqua alle truppe. Il termine latino "luxus", significa anche "esuberanza di vegetazione. Altra possibile derivazione del nome di Lissone potrebbe essere trovata nei Lessovi tribù celtica stanziata in Normandia e Bretagna (essi daranno il loro nome anche a Lisieux), formata da abili commercianti via mare e via terra, che si spingevano fino al sud e alla Gallia Cisalpina, secondo Strabone. In ogni caso il toponimo è attestato a partire dal X secolo come Vico Lissione e successivamente (XIII secolo) come Lixono; per Serra ha origine da un antroponimo (Licius?); Olivieri invece pensa a un derivato da īlex (leccio) attraverso una forma īlicēa (cfr. bresciano less, veronese lezza), con un suffisso collettivo -ōne.. PS: toponimi che iniziano in Li possono ricollegarsi all'antico celto-ligure col significato di "popolo" o in semplice celtico col significato di "posto"; dunque, luogo caratterizzato dalla presenza di una determinata popolazione o gente; toponimi che terminano in -sone oppure in -one derivano da "Son" che in celtico può significare, bastone, palo, palizzata, recinto, fortificazione (ad esempio Carcassonne, capoluogo del Dipartimento Francese dell'Aude, equivale a fortificazione della collina di Carsac), donde luogo/sede di un determinato popolo/popolazione e fortificato/a;

## Storia

### La formazione del nucleo abitato e delle attività artigianali

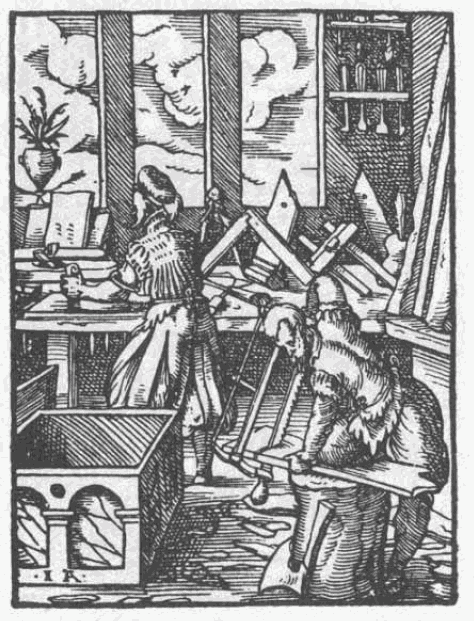
Un laboratorio di falegnameria in un'incisione del XVI secolo

Dalla fondazione all'XI secolo Lissone visse la vita stentata di un villaggio agricolo sito fuori dalle vie commerciali e con territorio poco produttivo: invasioni barbariche, guerre, carestie ed epidemie ne misero in forse più volte la sopravvivenza. Il miglioramento avutosi all'epoca dei Comuni (XI- XII secolo) a Lissone fu merito soprattutto dell'ordine degli Umiliati, un singolare movimento religioso i cui membri esercitavano un lavoro manuale indipendente, la lavorazione della lana e la tessitura dei panni. Un catalogo del 1298 elenca ben cinque conventi dell'Ordine a Lissone, molti per un villaggio al di sotto dei mille abitanti. Dall'emblema degli Umiliati i lissonesi hanno mutuato lo stemma comunale che raffigura un agnello con il motto Vincit omnia humilitas.
Il declino dei Comuni, le lotte tra Signorie e la Dominazione spagnola ridussero al limite le condizioni di vita a Lissone. Il territorio apparteneva a pochi grandi signori alle cui dipendenze stavano quasi tutti gli abitanti, legati alla terra da contratti esosi, senza speranza di riscatto. La coltivazione dei cereali, i vigneti, l'allevamento del baco da seta non bastavano al pur misero sostentamento, per cui molti emigravano, e tutti integravano il lavoro dei campi con la tessitura su telai a mano, anche se tale attività era poco redditizia essendo rivolta solo alla fabbricazione di panni grossolani. L'attività amministrativa era alquanto rudimentale, avendo a capo un console scelto all'asta fra chi si impegnava a svolgere il compito col minor stipendio, e al quale spettavano poteri di polizia locale e il diritto di convocare l'arengo, ossia l'assemblea popolare dei capifamiglia destinata a votare il bilancio ed eleggere un consiglio minore composto dal console, da un sindaco che si occupava dell'ordinaria amministrazione, e da tre deputati nobili e tre plebei. Le ultime due cariche pubbliche erano quelle del cancelliere, ossia il segretario con funzioni notarili destinato a custodire l'archivio comunale, e l'esattore destinato alla riscossione delle tasse statali, provinciali e comunali. L'autorità superiore era quella del podestà della pieve di Desio, cui il console di Lissone doveva prestare giuramento. Tale struttura, che si era evoluta sin dal medioevo per uso tradizionale, fu per la prima volta regolamentata legislativamente dall'editto dell'imperatrice Maria Teresa del 30 dicembre 1755, la riforma al governo e amministrazione delle comunità dello Stato di Milano, corollario alla creazione del catasto, che diede una svolta oligarchica al funzionamento dei comuni, serrando il convocato, ossia il vecchio arengo, ai soli proprietari terrieri, e ristrutturando la deputazione, ossia il vecchio consiglio minore, su soli cinque membri, di obbligatoriamente solo uno plebeo e un altro borghese, e ben tre proprietari terrieri, impostando così una maggioranza nobiliare preconfezionata. Alla deputazione passava il potere di nomina delle quattro magistrature municipali precedentemente attribuito al convocato, e si rafforzava la posizione del sindaco chiamato a supplire alla deputazione in caso di vacanza. Seppur elitaria, la riforma illuminista teresiana fu però rispettosa delle autonomie locali, che vedevano confermate le proprie prerogative rispetto al potere centrale. Ben più rivoluzionario fu a fine secolo l'impatto dell'arrivo delle armate francesi di Napoleone e la proclamazione della Repubblica Cisalpina che nel 1797 sciolse le vecchie amministrazioni, liberalizzò la partecipazione all'assemblea popolare, e mise a capo dei piccoli comuni come Lissone solo un agente municipale col suo aggiunto, trasferendo parimenti molti poteri al distretto di Desio di cui la comunità lissonese faceva parte. Tali aperture democratiche ebbero però breve vita e, caduto il governo giacobino cisalpino a favore di quello moderato della Repubblica Italiana la legge sull'organizzazione delle Autorità amministrative del 24 luglio 1802 riportò ad uno schema più simile a quello teresiano, seppur con un'assemblea aperta anche ai borghesi, un municipio con funzioni esecutive di soli tre membri di cui due possidenti, un agente municipale al posto del sindaco ma con poteri meno discrezionali, un cursore al posto del cancelliere e un ricevitore al posto dell'esattore. La proclamazione del Regno d'Italia comportò, col decreto dell'8 giugno 1805, la creazione del primo consiglio comunale lissonese composto da quindici membri nominati dal prefetto, come accadeva alla ricreata figura del sindaco, mentre il corpo esecutivo veniva completato da due anziani nominati dal consiglio. Il ritorno degli austriaci comportò infine, con la notificazione del 12 aprile 1816, il ristabilimento del vecchio convocato e della deputazione teresiana, seppur ridotta quest'ultima a tre membri, mantenendosi un agente e un cursore alle dipendenze dell'amministrazione.

### Simboli

Stemma araldico

Stemma di LissoneL'attuale stemma comunale è stato concesso con regio decreto del 9 dicembre 1937.
Il bandato d'argento e di rosso di sei pezzi è ripreso dallo stemma della famiglia da Lissone — che ha tratto nome e origine proprio da questa terra. Il capo, ossia la parte superiore dello scudo, è stato aggiunto dal Comune per ricordare l'antico Ordine religioso degli Umiliati, il cui simbolo araldico era: d'azzurro, all'Agnus Dei d'argento, su prato di verde; motto: "Vincit Omnia Humilitas".
Il nome del caprone [<-- serve spiegazione: finora l'abbiamo chiamata pecora, e agnus dei, ma ora, improvvisamente, diviene un caprone?!], ora chiamato caprôn in lingua lombarda, tramite uno spostamento della erre divenne crapôn, termine con cui i briantei definiscono scherzosamente i lissonesi. Lo stemma araldico è anche contenuto nella bandiera comunale, che lo vede posizionato su un fondo bianco.
Gonfalone civico

## Monumenti e luoghi d'interesse

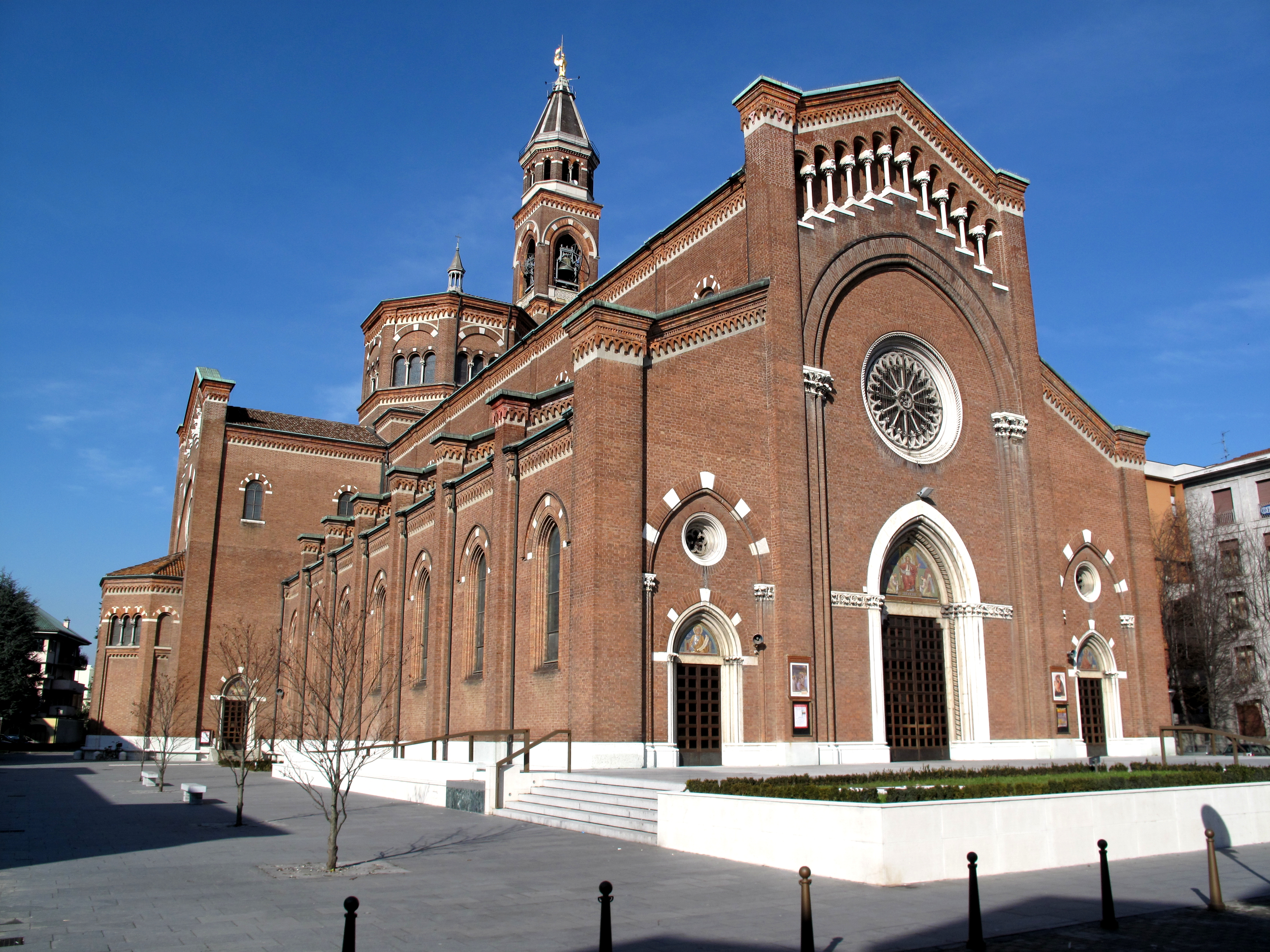
Prepositurale dei SS. Pietro e Paolo

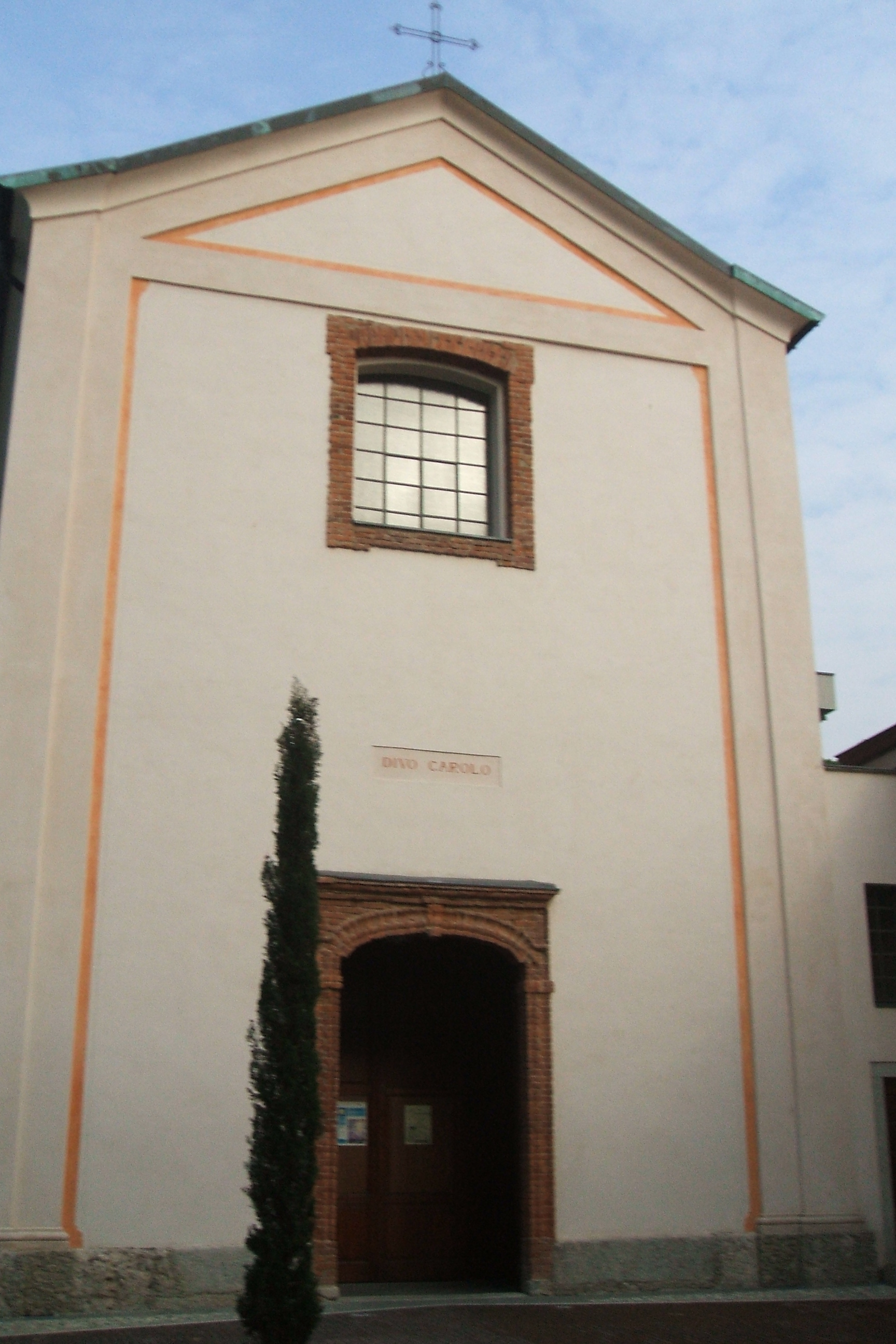
Chiesa di San Carlo

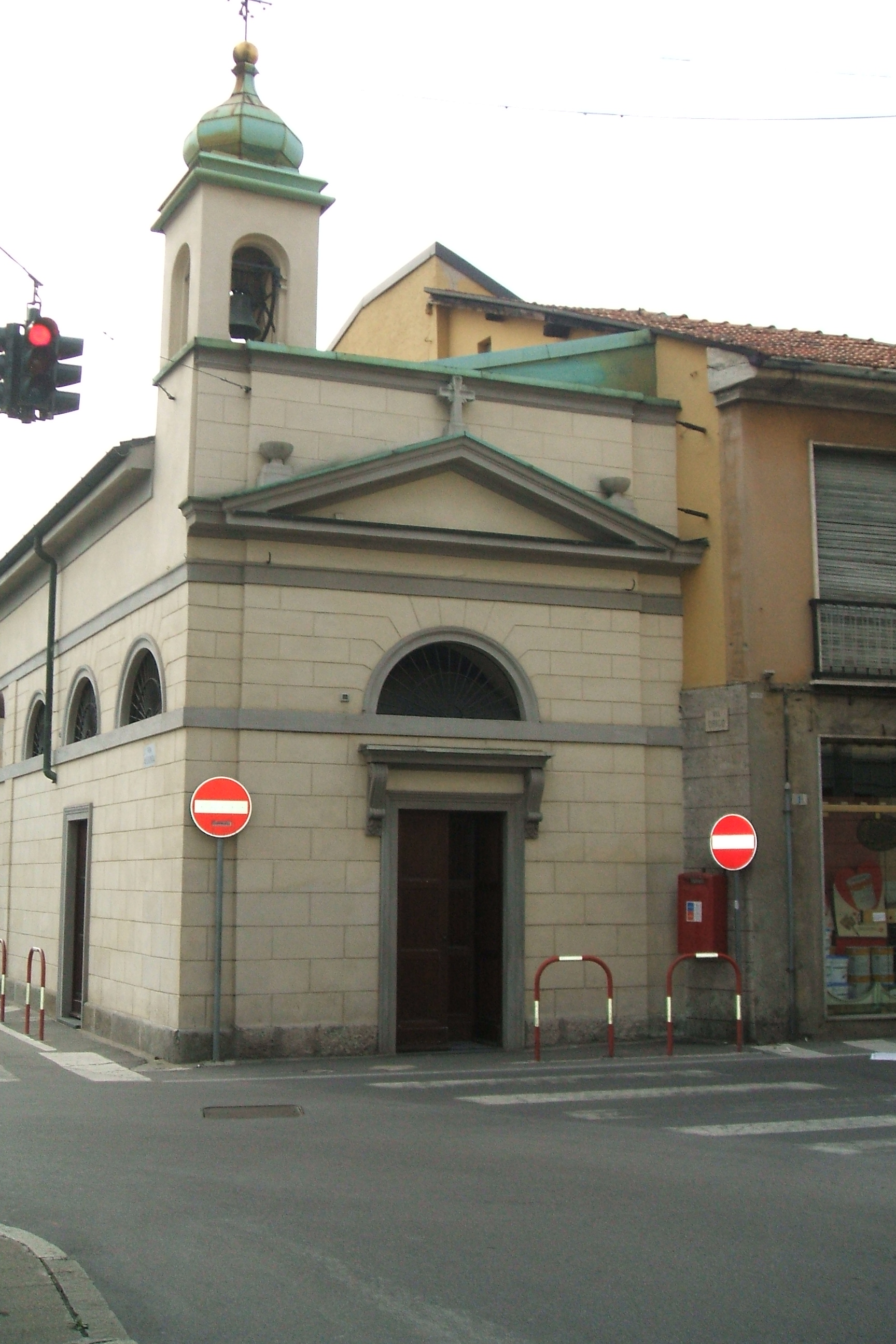
Chiesa della Madonna del Borgo

### Architetture religiose
- Prepositurale dei Santi Pietro e Paolo: è la prepositurale plebana di Lissone e del suo decanato, oltre che al duomo della città. È chiamata comunemente anche "Chiesa grande". Dopo numerose pause, la sera del 17 ottobre 1925 il cardinale Eugenio Tosi compì il rito della benedizione del Tempio, ma la chiesa non era ancora ultimata e fu aperta al culto solo nel 1926, in sostituzione della vecchia prepositurale demolita nel 1933. L'edificio ripropone motivi neogotici lombardi che riproducono in modo eclettico stili tardo romanici e neogotici. La pianta è a croce latina a tre navate. Nel punto in cui si incontrano i bracci sorge un imponente tiburio, che conserva la cupola al suo interno. I bracci laterali e la navata centrale terminano con absidi ottagonali. All'altezza del braccio destro del transetto sorge lo snello campanile, ultimato nel 1927, con il sovrastante Angelo dorato, simbolo della città. Conserva un Crocifisso, già custodito nella vecchia prepositurale, oltre ad alcuni affreschi e altre pregevoli opere lignee, come il coro, il pulpito e il fonte battesimale. Il campanile è uno dei più alti di tutta la Brianza; si erge su un quadrilatero di 6,40 metri di lato e ha un'altezza di 77,45 metri. Alla quota di 11,50 m cessa il marmo ed incominciano i mattoni pieni in cotto. A quota 31,50 m vi è il piano dell'orologio la cui costruzione dal municipio, che ne è il proprietario, venne affidata alla ditta Frassoni di Rovato. Il piano dell'orologio è a quadranti di forma rotonda ornati da terre cotte lavorate, con i segni delle ore in bronzo e luminosi di notte. A quota 43,30 m si aprono i quattro eleganti finestroni della cella campanaria, i quali terminano a sesto acuto e con gli ornamenti in terra cotta, ripetono il motivo delle finestre laterali delle navate del tempio. A quota 55,85 m il campanile si restringe, e passando dalla forma quadrata a quella ottagonale, inizia la sommità, la quale si compone di due parti ben distinte che donano alla torre una nota caratteristica e leggiadra: dapprima un belvedere a finestrelle bifore e semplici alternate, a sesto rotondo, che richiama nel suo insieme la cupola della chiesa; poi a quota 62,15 m la snella piramide terminale a costoni in cemento e facciate in cotto. Sul vertice a 72,35 m di altezza si erge, in luogo della croce, un'elegante statua in rame dorato alta 5,10 metri raffigurante l'Angelo Custode della città. Nel 1963 vi è stato un restauro dell'Angelo poiché l'usura del tempo ne aveva offuscato la doratura. All'interno del campanile si snoda una scala comoda che dà facile accesso fino ai balconcini posti alla sommità.
- Chiesa di San Carlo: fu iniziata nel 1630 e portata a termine solo il secolo successivo a causa della penuria economica e delle ricorrenti epidemie. In passato è stato prezioso supporto per l'attività pastorale della chiesa prepositurale. Fu più volte utilizzata anche come lazzaretto per il ricovero degli ammalati. Recentemente oggetto di un profondo intervento di restauro, è stata restituita al suo originario aspetto nel giugno 2004.
- Chiesa della Madonna del Borgo: conosciuta anche come chiesa dell'Assunta, la sua costruzione risale probabilmente al XVI secolo ed attesta l'antica devozione dei lissonesi per il culto mariano. Sembra, infatti, che la chiesetta abbia sostituito una piccola cappella o un'immagine della Vergine collocata nei pressi delle mura di cui Lissone era cinta. In seguito vi fu posta una statua in legno di Maria col Bambino, ancora oggi oggetto di particolare devozione da parte dei cittadini. Anche un luminosissimo trittico, realizzazione contemporanea dell'artista locale Giuseppe Monguzzi, raffigura tre momenti della devozione mariana.

#### Altre architetture religiose

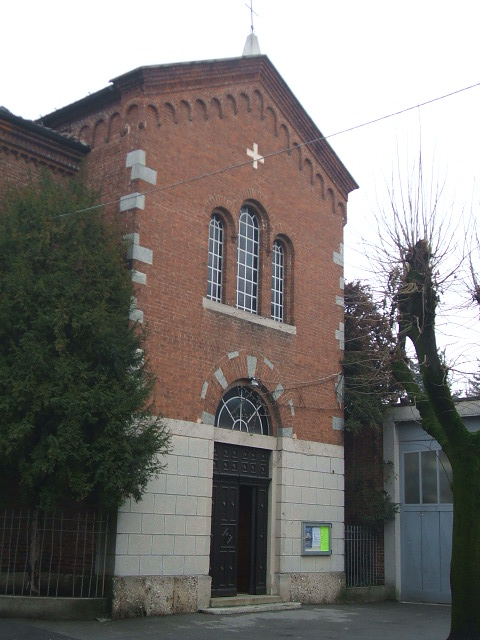
Chiesa della Madonna Addolorata

- Chiesa della Madonna Addolorata: piazza Maria Bambina, è la chiesa dell'ex Oratorio femminile, sull'altare barocco si trova una bella statua lignea della Vergine, è anche il tempio del convento delle Suore di Maria Bambina;
- Chiesa di San Luigi: via don Colnaghi. è la chiesa dell'ex Oratorio maschile. Fermamente voluto dai ragazzi e soldai lissonesi che durante la guerra vollero edificare il loro tempio votivo. L'altare maggiore proviene dall'antica Chiesa prepositurale di San Pietro, abbattuta nel XX secolo. Attualmente chiusa al culto, in quanto oggetto di interventi strutturali;
- Oratorio dell'Immacolata Concezione in Villa Reati (sconsacrata): via Fiume, è in progetto un recupero per trasformarla in una sala da concerti;
- Chiesa parrocchiale di San Giuseppe Artigiano: via E. Fermi, sopra l'altare si trova il Crocifisso dipinto dall'artista lissonese Ennio Fossati;
- Chiesa parrocchiale della Madonna di Lourdes: via G. Baccelli, contiene delle meravigliose opere lignee dei maestri Moroder, artigiani della Val Gardena;
- Chiesa parrocchiale del Cuore Immacolato di Maria: via A. Nobel;
- Chiesa parrocchiale del Sacro Cuore: via del Concilio, affidata alle cure dei preti della Congregazione del Sacro Cuore di Gesù di Bétharram;
- Chiesa parrocchiale di Santa Maria Assunta: via E. De Amicis - fraz. Santa Margherita, sull'altare si trova un meraviglioso e grande mosaico della Vergine Assunta;
- Chiesa parrocchiale di Sant'Antonio Maria Zaccaria: piazza S. Antonio, Maria Zaccaria - fraz. Bareggia;
- Chiesa di Santa Margherita alle Torrette (priv.): località Torrette, piccolo oratorio campestre, posto sul confine tra Lissone e Macherio, è una delle più antiche chiese della zona, attualmente di proprietà privata;
- Oratorio di Sant'Anna (priv.): via Cantù - fraz. Bareggia, è la cappella gentilizia delle famiglie Maldura e Belgioioso, si trova all'interno di Villa Maldura;
- Cappella Santi Pietro e Achille: via mons. Bernasconi, è la cappella dell'Ospedale di Lissone e della Casa di cura "Agostoni";
- Cappella di Santa Margherita e San Bernardo: via Lecco - fraz. Santa Margherita, è la prima chiesa della frazione e conserva un bellissimo mosaico della Santa. Il suo campanile è l'unico del quartiere, a simboleggiare la devozione degli abitanti;
- Crusèta: altra forma di devozione religiosa legata alla storia è quella che ha dato nome alla zona Crusèta, croce seicentesca per la protezione dalle epidemie di peste.

 (parr.): chiesa parrocchiale; - (priv.): chiesa o cappella privata; - (sconsacrata): chiusa al culto 

In città sono presenti numerose edicole religiose testimonianza della devozione popolare; fra queste il bassorilievo La Madonna con Bambino detta della Divina Provvidenza situata alla Rutunda.

### Architetture civili

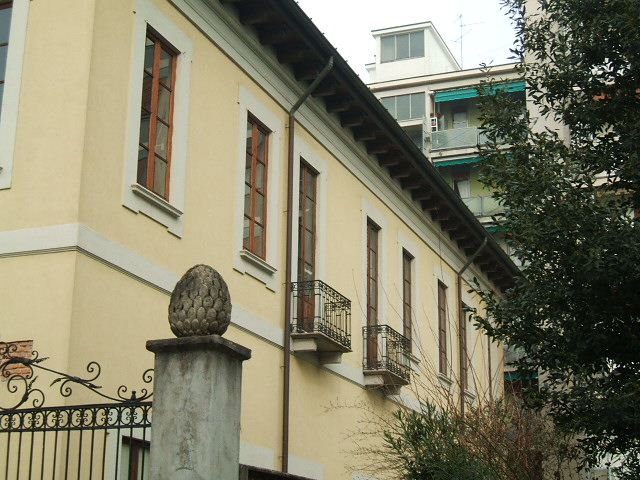
Villa Baldironi Reati

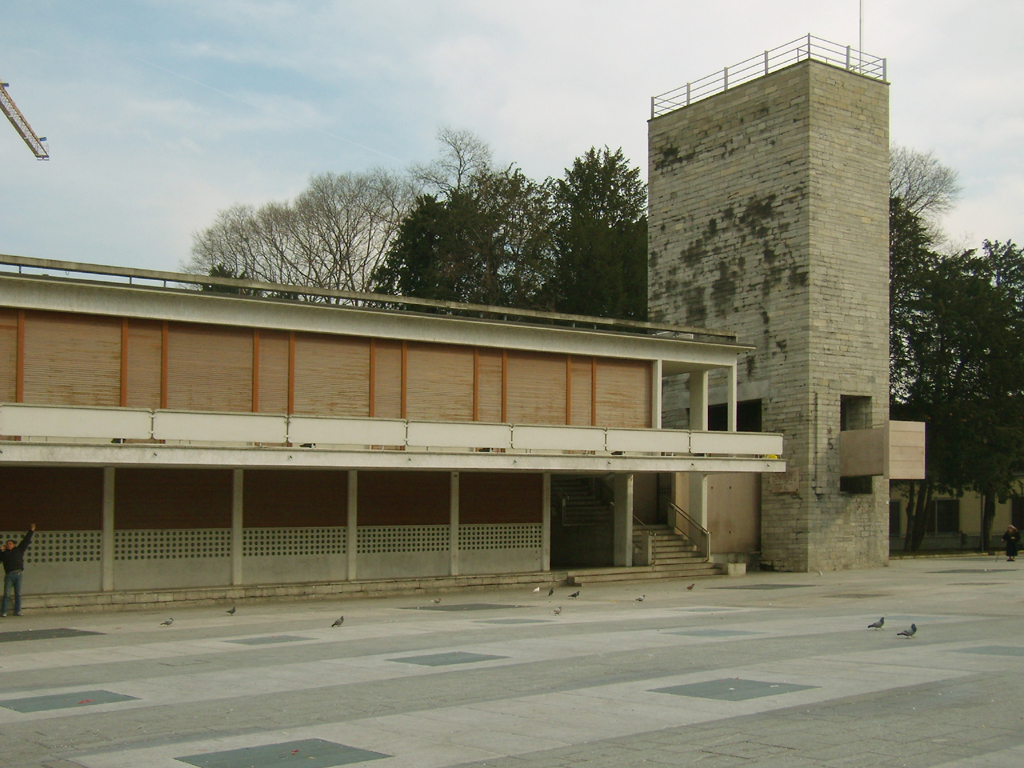
Palazzo Terragni

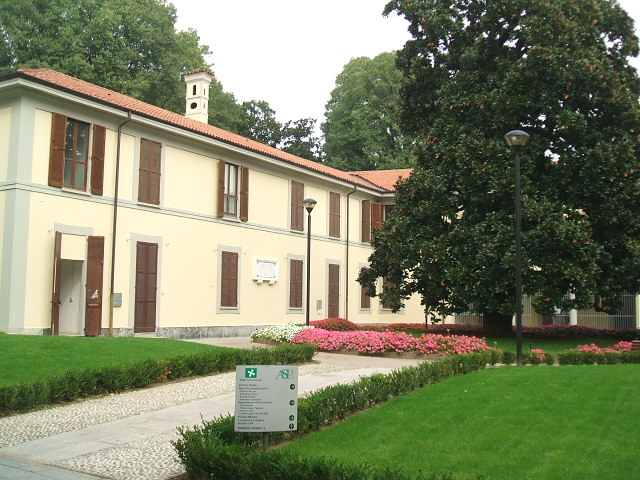
Villa Candiani-Magatti

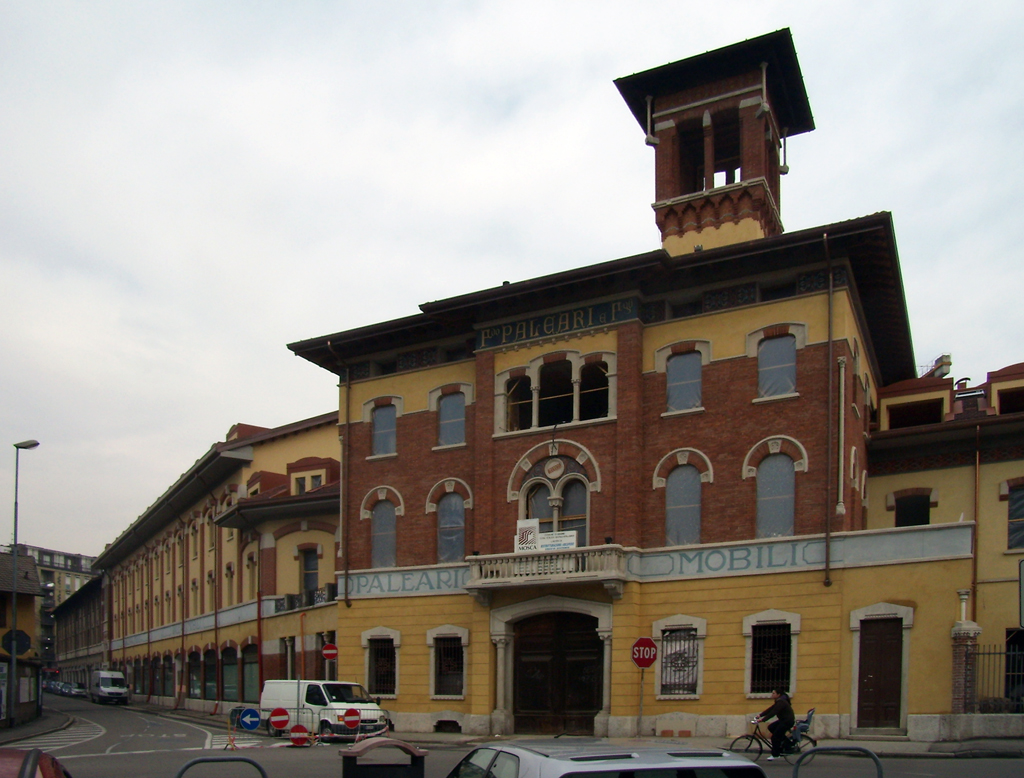
Palazzo Paleari

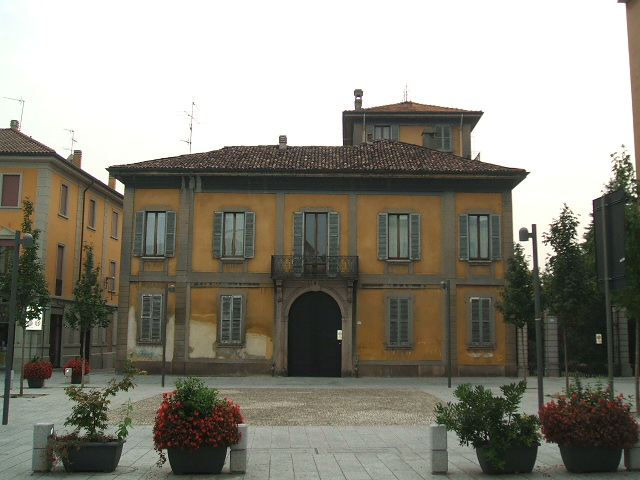
Villa Mussi

- Villa Baldironi Reati. Villa Reati oggi è solo una parte di un più ampio complesso che nel corso degli anni è stato trasformato secondo i gusti del tempo e dei proprietari. Comprendeva originariamente, oltre alla villa, anche la cappella gentilizia di famiglia, inglobata poi nell'oratorio dedicato all'Immacolata Concezione di Maria (oggi sede dell'Associazione Combattenti e Reduci di guerra); il tutto circondato da un vasto parco. L'edificio comprende due piani abitabili: il piano terra, con quattro sale più gruppo servizi e vano scala, e il piano primo, con otto locali più vano scala. Le sale del piano terra hanno pareti impreziosite da grandi affreschi databili tra la fine del XVII e gli inizi del XVIII secolo e da soffitti a cassettoni in legno lavorato e dipinto. Gli affreschi mostrano scenografie architettoniche di colonne marmoree apparentemente reggenti le travi dei soffitti; inoltre portali con festoni e putti inquadrano paesaggi di edifici classici e ruderi. L'edificio è vincolato dalla Sovrintendenza, grazie al notevole valore storico-artistico e documentario delle decorazioni.
- Palazzo Terragni: posto in piazza Libertà, è un edificio progettato nel 1937 ed eretto dal 1938 al 1940 come Casa del Fascio, poi Casa del Popolo; presenta un'architettura di tipo razionalista. Prende il nome dall'architetto Giuseppe Terragni che lo progettò. Attualmente ospita al suo interno il Teatro Comunale, e un'ampia area dedicata a spazio espositivo e convegni.
- Palazzo Vittorio Veneto: sorge in piazza IV Novembre, di fronte ad un'area verde attrezzata con panchine e giochi per bambini, luogo di incontro privilegiato del centro storico. L'edificio, già sede di scuole elementari e poi di mostre e manifestazioni, dal 2002 ospita la nuova biblioteca civica e la biblioteca del mobile.

#### Altre architetture civili
- Palazzo del Comune: sede dell'Amministrazione comunale, del Consiglio Comunale e di tutti gli assessorati. Sito tra piazza Martiri di Nassiriya e via Gramsci, gli interni dei primi due piani del moderno palazzo, sono stati progettati dal grande architetto Marco Zanuso, ideatore, oltre che degli arredi, anche della Sala Consiliare, degli uffici del Sindaco e la sala della Giunta municipale;
- Torre Littoria: sita sulla destra di Palazzo Terragni, è un alto parallelepipedo in pietra di Moltrasio, eretto insieme al palazzo attiguo. Alla base della torre si trova una cappella, che è il sacrario dei caduti in guerra, mentre al primo piano si trova l'Arengario, ovvero il balcone utilizzato per le adunate durante il periodo fascista.
- Palazzo del Mobile: sede dell'esposizione mobiliera permanente;
- Palazzo Paleari: edificio storico in stile Liberty, recentemente recuperato, è a testimonianza della tradizione industriale lissonese;
- Villa Candiani-Magatti: villa di delizia e già sede municipale, conserva al piano terreno grandi saloni decorati con stucchi. Lo stabile, realizzato nel 1600 dai conti Candiani, venne poi venduto nel Settecento alla famiglia dei conti Battaglia prima di entrare tra i possedimenti dei nobili Magatti che la vendettero nel 1910 al Comune di Lissone, che vi trasferì il Municipio. La villa, in stile neoclassicismo, è disposta su due piani collegati tra loro da due rampe di scale. Al piano terra si trova il loggiato con il portale d'ingresso e alcune sale finemente decorate con stucchi e festoni. Al secondo piano, attualmente chiuso, per due decenni hanno trovato sede gli uffici dell'Azienda sanitaria locale. La villa è circondata dal parco De Capitani da Vimercate;
- Villa Mussi: villa gentilizia situata nella centralissima piazza Libertà, fu sede durante l'occupazione tedesca durante la seconda guerra mondiale della polizia nazista;
- Palazzo dei Conti Rocca-San Martino: nobile palazzo sito nella centrale via Sant'Antonio, appartenne nei secoli alle famiglie Rocca e San Martino;
- Villa Galliani: ex caserma dell'esercito durante la seconda guerra mondiale, oggi è stata trasformata in sontuose abitazioni private;
- Villa Paleari: grande villa, anticamente connessa alla Villa Baldironi-Reati, circondata da un vasto parco, ristrutturata con abitazioni e studi privati;
- Villa Crippa: villa gentilizia, con facciata eclettica sulla centrale via San Rocco;
- Villa De Capitani: villa degli anni '20, oggi proprietà privata della famiglia De Capitani, con una splendida facciata in stile eclettico;
- Villa Gatti: proprietà privata, sita sulla via che collega Lissone a Muggiò;
- Ospedale della Carità: in via Mons. Bernasconi, è stato il primo ospedale lissonese, oggi in disuso, è stato sostituito dal nuovo nosocomio, anch'esso in via Bernasconi, sede di ambulatori, centri riabilitativi e di laboratori.

Importanti sono anche le tante cascine ancora presenti sul territorio, e ubicate nelle periferie cittadine:
- Cascina Aliprandi: grande complesso sito in viale Lombardia, è il nucleo originario della frazione omonima;
- Cascina Bareggia: dà il nome alla frazione Bareggia, restaurata e adibita a uffici comunali decentrati dell'amministrazione di Lissone;
- Cascina Bini: complesso agricolo sito a nord della città;
- Cascina Convenio : antica cascina agricola sita in via Meda, oggi proprietà privata;
- Cascina Panceri: situata nella zona agricola orientale della città, si trova al confine con Vedano al Lambro;
- Cascina Paolina: sita nella frazione Bareggia, attualmente è sede del centro ippico di Lissone;
- Cascina Rosalia: ultima zona rurale a sud della città, confina con il comune di Muggiò;
- Cascina San Giuseppe: recentemente restaurata, è stata riconvertita in abitazioni residenziali che si affacciano su piazza Martiri delle Foibe;
- Cascina Santa Margherita: nucleo ottocentesco della frazione Santa Marghertia, è attigua alla vecchia chiesa di San Bernardo;
- Cascina San Mauro-Baldirona: dà il nome al rione "San Mauro", si trova nella periferia orientale della città e attualmente è anche sede di una cooperativa sociale.

### Altri monumenti
- Pala dei Caduti: presso la chiesa della Madonna Addolorata (in precedenza si trovava nella chiesa di San Luigi), vi è un elenco dei Caduti e Dispersi lissonesi delle guerre mondiali consistente in una pregiatissima opera lignea: l'ordine prescinde dal grado posseduto ed è strettamente alfabetico tranne nel caso di strettissime parentele.
- Altare della Patria e Memoriale ai Caduti Lissonesi: all'interno del Cimitero maggiore, piazza delle Rimembranze
- Monumento ai Quattro Martiri: piazza della Libertà
- Mausoleo dei Caduti: all'interno della Torre Littoria in piazza della Libertà
- Monumento agli Artigiani Lissonesi: piazza XXI Febbraio
- Monumento ai Carabinieri: piazza A. De Gasperi
- Monumento dei Marinai: largo Marinai d'Italia
- Monumento degli Alpini: largo degli Alpini
- Monumento ai Caduti Bareggesi: piazza S. Antonio, Maria Zaccaria
- Monumento alla famiglia Brugola: piazza IV Novembre
- Obelisco dei Caduti della Peste: piazza G. Fumagalli

### Aree naturali
- Parco e Laghetto di Lissone: localizzato a est di Lissone (45°37′26″N 9°15′22″E) si trova al confine con i comuni di Biassono e Macherio. Il Parco di Lissone o Bosco Urbano è una vasta area sita a nord-est del territorio lissonese, dalla superficie di circa 120.000 m². Tale area, originariamente destinata a coltivazioni agricole, è stata oggetto di interventi di selvicoltura e forestazione urbana. I sentieri, originariamente quasi impraticabili, sono stati allargati e sistemati e attualmente sono percorribili sia a piedi sia in bicicletta e a cavallo. È stata realizzata anche una piccola "roggia", habitat ideale per rane e alcune specie di insetti. L'intervento, iniziato a partire dal 2002 per volere dell'allora amministrazione comunale, anche tramite la realizzazione di un lago artificiale, che ha una superficie di circa 10.000 m² ha contribuito fortemente a rendere fruibile l'intero parco naturale. Il bacino, alimentato con acqua di falda, è stato destinato alla pesca sportiva. Il bosco urbano è raggiungibile in auto da via Bottego e da via Miglio e dispone di un ampio parcheggio. All'interno del bosco urbano si può notare la presenza di varie piante da frutto e di zone dedicate per l'accensione di fuochi.
- Giardino De Capitani da Vimercate: intitolato nel 2008 a Gianfranco De Capitani da Vimercate, lissonese deceduto nel campo di concentramento di Mauthausen nel 1944. Piccolo giardino verde del centro storico cittadino, l'ingresso principale, dà su piazza Libertà e si trova esattamente tra Villa Candiani-Magatti (ex sede municipale, di cui è parte del vecchio giardino) e Palazzo Terragni. Il giardino propone circa una decina di esemplari di conifere alcune centenarie.
- Parco della Resistenza: ampia zona verde di via don Minzoni, immediatamente esterna al centro storico cittadino, è stata intitolata nel 2015 ai martiri della Resistenza italiana. Al suo interno, oltre ad un'ampia area gioco per bambini sono presenti anche una grande pista di pattinaggio e un campo da basket amatoriale.
- Parco Locale di Interesse Sovracomunale Grugnotorto e Brianza Centrale: corrisponde a tutte le aree boschive e tuttora agricole poste nella zona nord-orientale della città, sui confini con i comuni di Albiate, Macherio e Sovico. Il parco, soggetto ai tradizionali vincoli in materia urbanistica, è il collegamento naturale tra il parco della Brianza Centrale e il Parco Regionale della Valle del Lambro. Al suo interno, oltre all'Elisuperficie di Lissone si possono trovare anche l'antica Cascina Bini e la piccola chiesa di Santa Margherita alle Torrette.

## Società

### Evoluzione demografica
Abitanti censiti

Lo sviluppo demografico del comune, che ha caratterizzato tutto il XX secolo, ha registrato un'ulteriore accelerazione negli ultimi anni: per effetto dell'intensificarsi dell'espansione immobiliare, nel 2011 la popolazione residente ha raggiunto i 43 571 abitanti rispetto ai 34 450 del censimento 2001. La densità di popolazione ha raggiunto livelli significativi, con quasi 5 000 abitanti per km. L'indice di densità abitativa di Lissone risulta essere uno tra i più elevati d'Italia.

### Etnie e minoranze straniere
Al 31 dicembre 2014 gli stranieri residenti nel comune di Lissone sono 3 933 e costituiscono il 8,77% della popolazione totale. Tra le nazionalità più rappresentate troviamo:
1. Romania, 768 1,71%
2. Marocco, 419 0,93%
3. Pakistan, 355 0,79%
4. Albania, 274 0,61%
5. Ecuador, 246 0,54%
6. Ucraina, 236 0,52%
7. Egitto, 211 0,47%
8. Perù, 165 0,36%
9. Sri Lanka, 134 0,29%
10. Cina, 108 0,24%

## Cultura

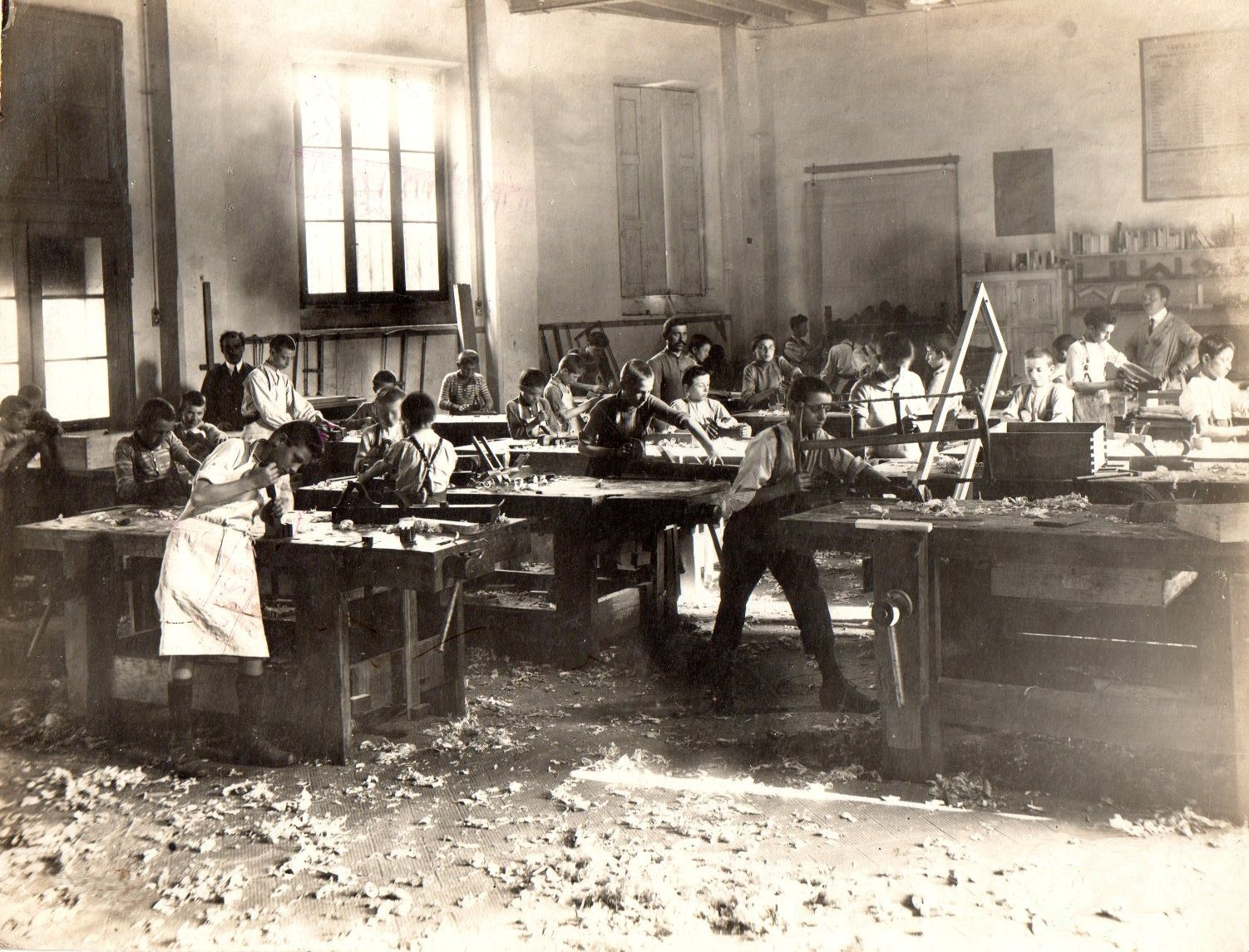
La prima scuola professionale di Disegno e Intaglio di Lissone

### Istruzione
Oltre a otto scuole per l'infanzia, sei primarie e quattro secondarie inferiori, hanno sede a Lissone:
- Liceo Scientifico "F. Enriques";
- Liceo Linguistico e Istituto Magistrale "G. Parini";
- Istituto Tecnico Commerciale e Geometri "Europa Unita";
- Liceo Artistico, Istituto Tecnico indirizzo Grafica e Comunicazione e Istituto Professionale per l'Industria e l'Artigianato "G. Meroni";
- Ecfop, Ente cattolico di formazione professionale con gli indirizzi di designer di moda, operatore informatico e acconciatura.

Sono presenti a Lissone, anche:
- Università degli Studi di Milano-Bicocca: il campus universitario di Monza e Brianza, con l'intera facoltà di Medicina e chirurgia sorge a cavallo tra i comuni di Lissone, Monza e Vedano al Lambro;
- Libera Accademia di Belle Arti "Gino Meloni": fondata nel 1934 da un'idea del pittore Gino Meloni, in risposta ad alcuni suoi concittadini desiderosi di imparare a dipingere da lui, che era studente dell'accademia di Belle Arti di Brera. Attualmente è gestita dalla "Famiglia Artistica Lissonese";
- Civica Scuola di Musica "Lissonum": gestita dall'Associazione Musica Lissonese, cura la formazione musicale degli allievi, provenienti da tutta la Brianza;
- Centro di Formazione e Apprendimento Permanente, un ente per la formazione extra-scolastica della cittadinanza promosso dall'Amministrazione Comunale e dalle associazioni del territorio, con sede nell'Istituto "B. Croce";
- Università della Bareggia: è la sede dell'Università della Terza età in frazione Bareggia.

### Musei

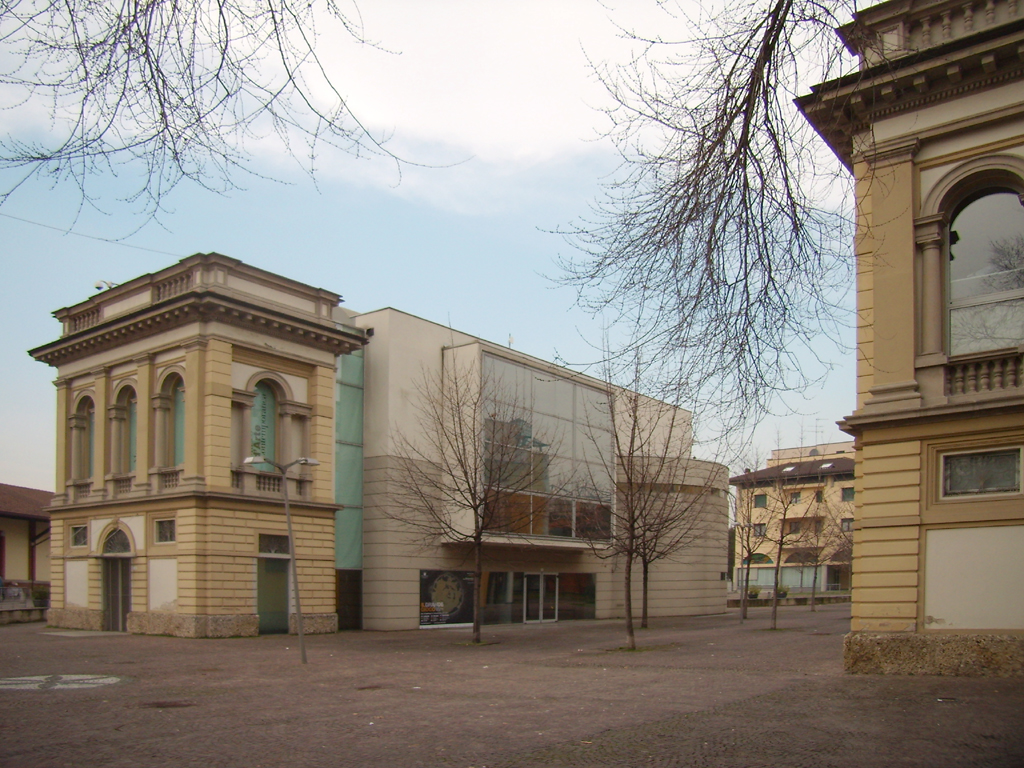
Museo d'Arte Contemporanea

- Museo d'Arte Contemporanea: vi ha sede la pinacoteca civica inaugurata nel novembre del 2000 in viale Padania. Frutto di una reinterpretazione del razionalismo già presente a Lissone e in Brianza, l'edificio mantiene e valorizza la parte più significativa dell'insediamento originario: all'avancorpo preesistente, riportato al suo passato splendore e svuotato per formare un unico volume destinato ad atrio d'ingresso, viene ad aggiungersi la nuova struttura architettonica retrostante. Il museo si articola su tre livelli fuori terra e un piano interrato e ospita la raccolta derivante dalle edizioni del Premio Lissone (1946-1967).
- Museo degli attrezzi artigianali: all'interno di palazzo Vittorio Veneto in piazza IV Novembre, custodisce gelosamente al suo interno una collezione di antichi strumenti artigianali appartenuti agli aritigani lissonesi, per la realizzazione delle componenti del mobile e dell'arredamento;
- Museo del ciclismo "Ugo Agostoni": in via Sauro. Inaugurato nel settembre 2015, è una ricca raccolta di cimeli e documenti legati alla vita e alle imprese del campione Ugo Agostoni, cui è dedicata l'omonima coppa ciclistica che si tiene ogni anno e ha il suo inizio e il suo traguardo proprio a Lissone.

### Biblioteche

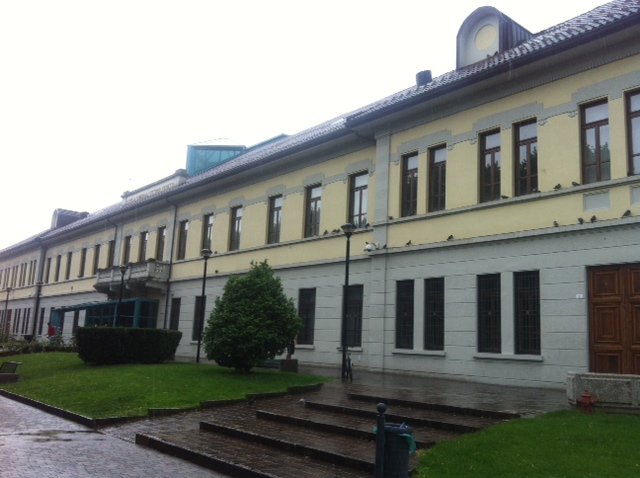
Palazzo Vittorio Veneto, Biblioteche

Lissone possiede due biblioteche, situate nello storico palazzo Vittorio Veneto, restaurato nel 2002, ed iscritte nel circuito provinciale del sistema "BrianzaBiblioteche":
- Biblioteca Civica: occupa interamente palazzo Vittorio Veneto, al piano terra si trova la sezione ragazzi, la Mediateca e l'emeroteca, mentre al primo piano trova spazio anche la preziosa sezione di Storia Locale, con volumi storici di grande valore. Al secondo piano, trova posto, oltre alla Biblioteca del Mobile e dell'Arredamento, anche la Sala polifunzionale e uno spazio riunioni. L'intera struttura conserva una collezione di circa 100.000 volumi e di 5.000 tra DVD, VHS e CD;
- Biblioteca Civica del Mobile e dell'Arredamento: inaugurata nel 1941, è l'unica biblioteca in Europa nel suo genere. Il patrimonio librario della biblioteca, compresa fra le biblioteche speciali della Regione Lombardia, comprende oltre 6.500 volumi in varie lingue, che documentano:
  - la storia e gli stili del mobile nei secoli e nel mondo;
  - la produzione del mobile dal 1970 ad oggi con particolare riguardo al mobile italiano;
  - la storia e la teoria del design e i designer italiani e stranieri;
  - la situazione economica del settore legno e arredamento con particolare attenzione per la realtà lissonese e brianzola
  - l'architettura (storia, architetti, tipologie di edifici, progettazione), l'urbanistica (storia, studio e progettazione del territorio) e l'ingegneria (storia delle costruzioni edili, materiali e tecniche costruttive)
  - le norme italiane ed europee su mobili, legno e sughero.
- Biblioteca "Mons. Cazzaniga": è la biblioteca della Comunità "Santa Teresa Benedetta della Croce", conserva migliaia di libri su fede, arte, religione, attualità, letteratura e politica. È situata in piazza Giovanni XXIII di fronte alla Prepositurale di Lissone.

### Teatro e cinema

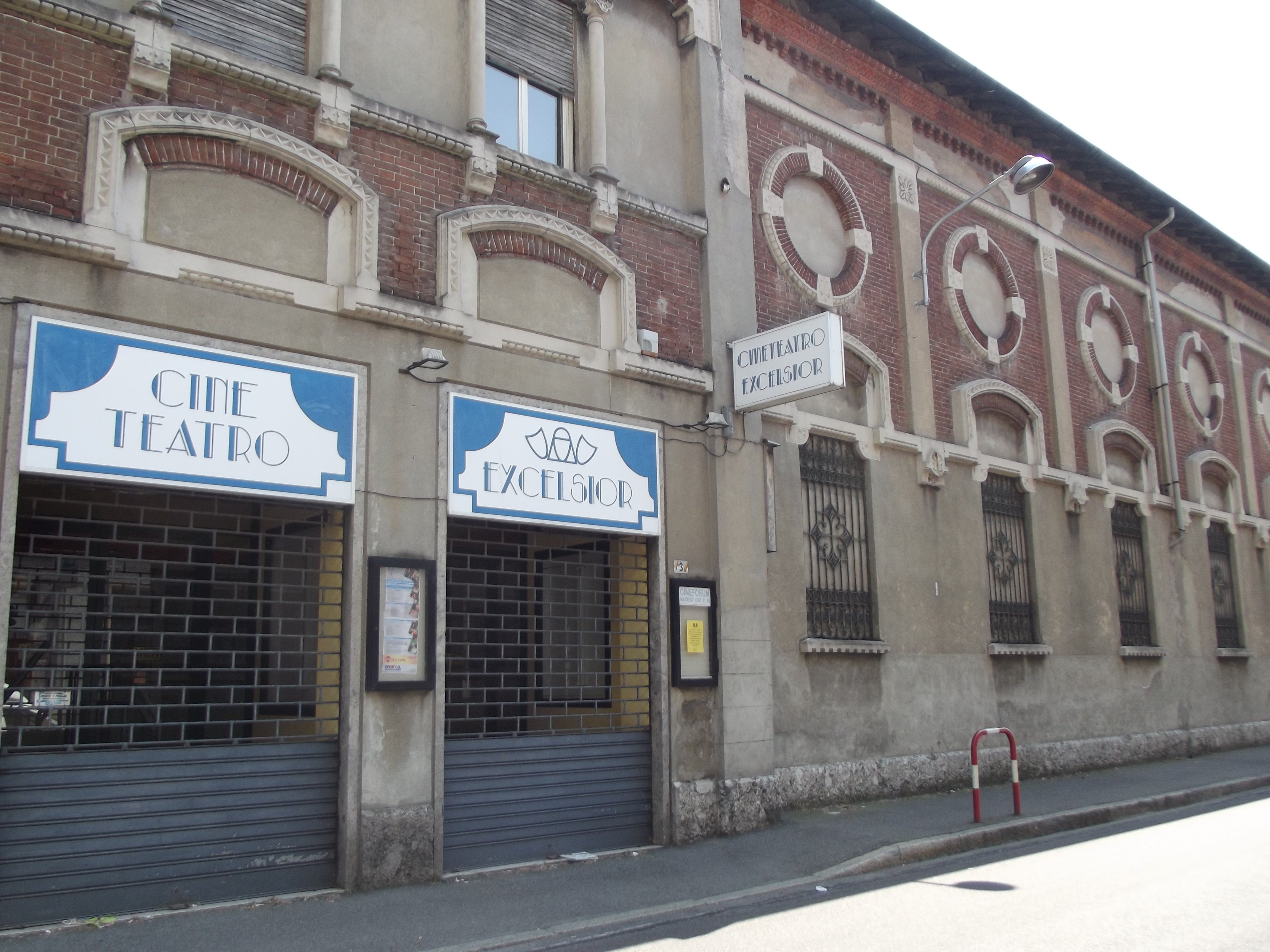
Cine-Teatro Excelsior

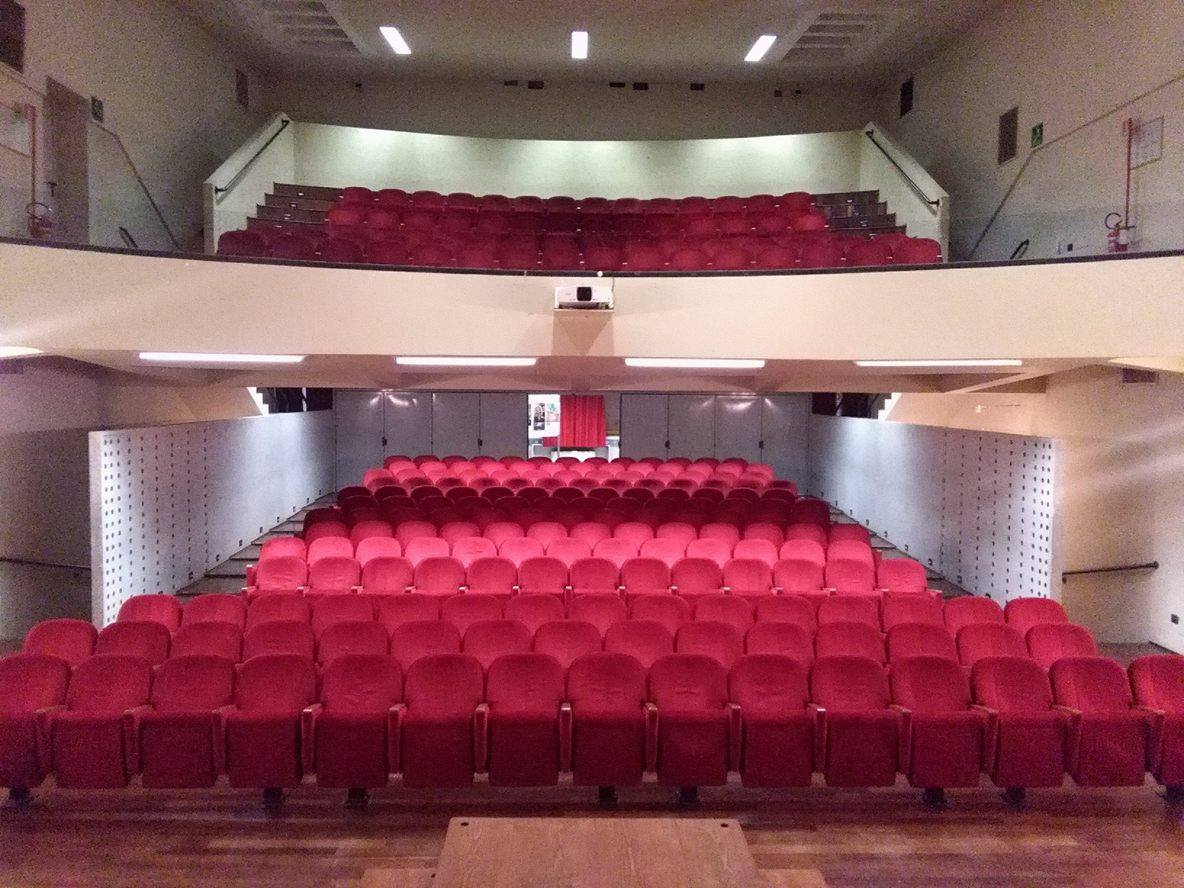
Palazzo Terragni, interno

- Teatro G. Terragni: ospitato presso l'omonimo palazzo, è sede di innumerevoli concerti, spettacoli, rappresentazioni e altri eventi culturali. Distribuito in platea e galleria, ha una capienza di 250[22] posti a sedere. Al secondo piano trovano spazio una grande sala espositiva e la Sala Missaglia, sede di convegni e meeting;
- Cine-Teatro Excelsior: in via don Colnaghi, ha al suo interno 390 posti a sedere, sede di proiezioni e di spettacoli teatrali di importanza culturale. A partire dal mese di settembre 2013 il Cine-Teatro Excelsior è stato chiuso per le intere stagioni cinematografiche 2013-2015 a causa di alcuni lavori manutentivi straordinari;
- Teatro Santa Margherita: è il teatro che si trova in via De Amicis, all'interno delle strutture della parrocchia della frazione Santa Margherita. In passato veniva usato anche come cinema mentre ora sul palcoscenico vanno in scena principalmente spettacoli teatrali, eventi culturali e legati alla vita della parrocchia.
- Presente nella frazione Aliprandi vi è un multiplex con al suo interno 11 sale maxi-schermo e un centro commerciale.

### Musica
A Lissone sono presenti tre bande musicali:
- Corpo Bandistico S. Cecilia: la banda parrocchiale di Lissone con sede in Piazza Giovanni XXIII - Casa Canonica, allieta e accompagna i numerosi momenti di festa e le commemorazioni che scandiscono il tempo in città. Fu fondata nel 1858 da don Pietro Arrigoni, è attualmente diretta dal Maestro Roberto Turriani[23];
- Corpo Musicale S. Cecilia di Bareggia di Lissone: fondata nel 1902[24], con sede in piazza S. Antonio Maria Zaccaria, 5, Bareggia di Lissone.
- Consonanza Musicale: la più giovane, fondata nel 1974,[25] che ha sede insieme alla Scuola di Musica nella frazione di Santa Margherita;

### Media
- Giornale di Monza, giornale settimanale
- Il Cittadino - edizione Brianza Sud, giornale settimanale
- Il Giorno - edizione di Monza e Lissone, giornale quotidiano
- Lissone Informa, periodico edito dall'Amministrazione Comunale
- Comunità Alternativa, periodico edito dalla Comunità Pastorale Lissonese
- Tmb - Telemonzabrianza TV (ex TeleLissone), emittente lissonese, è in fase di rilancio
- Radio LOL, emittente radiofonica

## Eventi

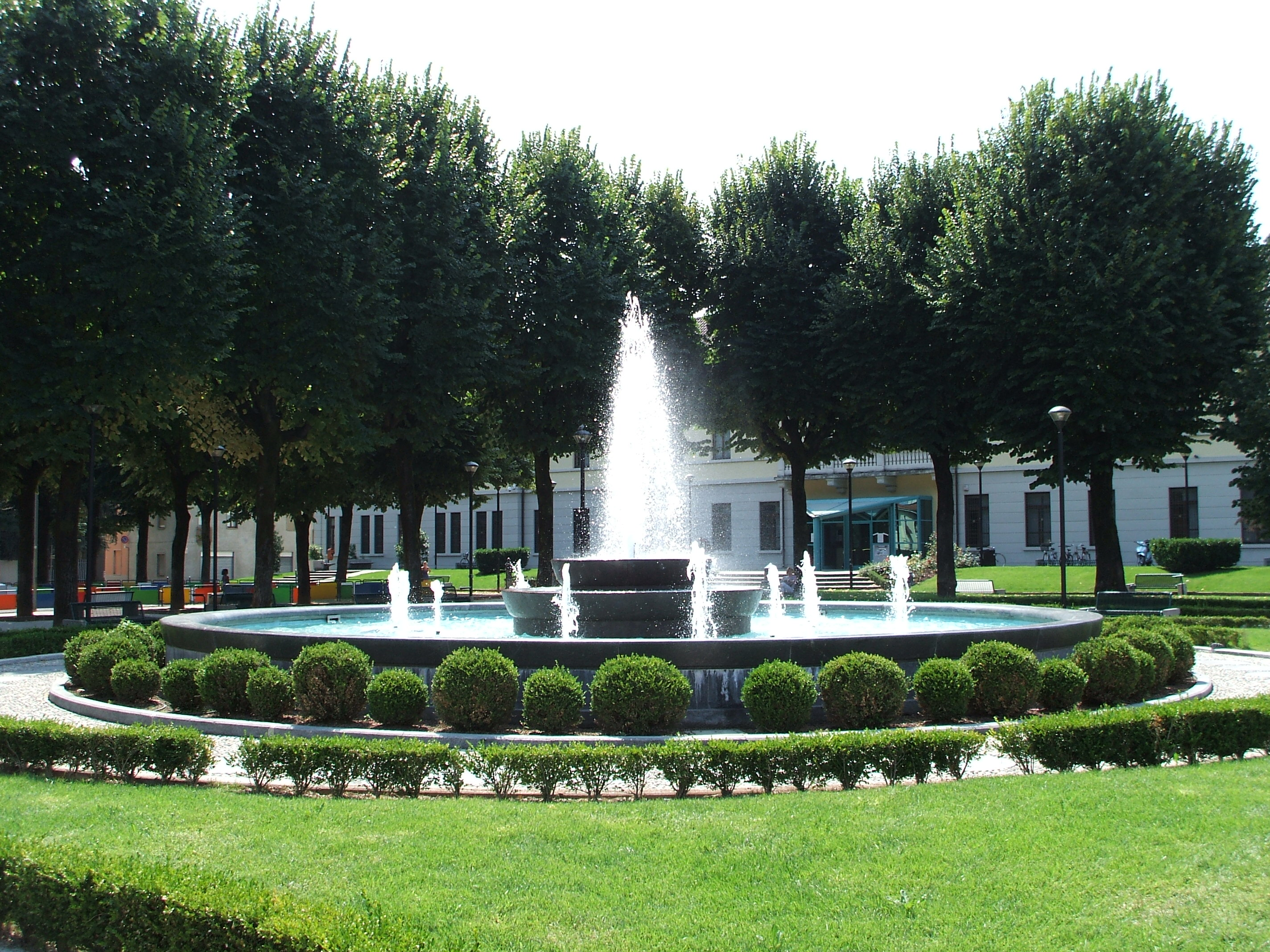
La fontana di Piazza IV Novembre

### Feste patronali
Il 29 giugno è la ricorrenza dei santi Pietro e Paolo, patroni della chiesa prepositurale, ma la festa di Lissone è la terza domenica di ottobre con il lunedì successivo: vi si ricorda la dedicazione della chiesa cattedrale di Milano, come per i paesi e città dell'arcidiocesi di Milano che senza un loro patrono specifico celebrano la loro festa il giorno della dedicazione del Duomo di Milano. Viene consumata per tradizione la famosa "torta paesana" con pinoli, uvette e canditi.

### Palio Lissonese

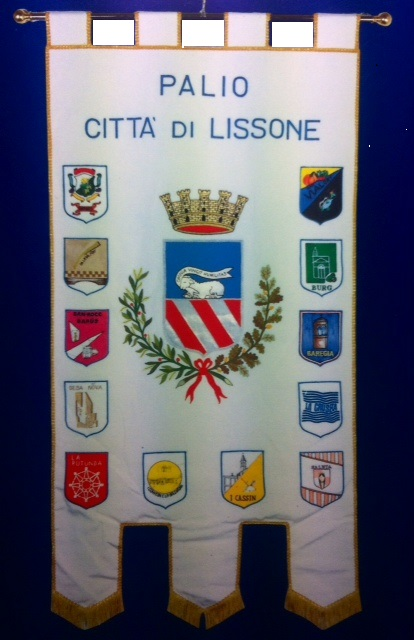
Gonfalone del Palio Lissonese

Il Palio Lissonese è una manifestazione tradizionale popolare che consta in una gara tra i Lixiones, i portatori d'acqua e fondatori della città in epoca romana, che succede a un mese di gare e competizioni sportive tra i 12 rioni che rappresentano le antiche suddivisioni della città. In passato esisteva anche la gara tra i falegnami (Legnàmee) del Comune. La finale del "portatore d'acqua" è preceduta da un corteo storico nel quale i rappresentanti e i figuranti dei rioni sfilano in costumi d'epoca romana e in abiti storici, a ricordo della fondazione della città.
Ogni rione sfila con il proprio gonfalone storico, seguito dai figuranti e dagli atleti che si sono cimentati nelle gare sportive, che servono a incoronare il rione vincitore del Palio.
Ogni squadra è retta dalla figura del Capitano di Rione, scelto tra gli appartenenti del quartiere, che ha il compito di rappresentare i concittadini durante tutta la durata delle gare. 

## Geografia antropica

### Frazioni

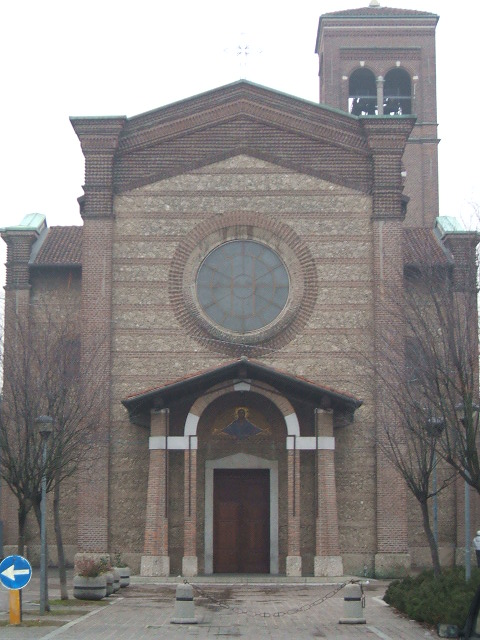
Chiesa parrocchiale di Bareggia

Bareggia
Bareggia (Bareggia in dialetto brianzolo, AFI: [baˈrɛdʒa]) è una delle frazioni del comune di Lissone. Deve la sua individualità alla coestensiva parrocchia che, caso assai raro nell'Arcidiocesi di Milano, prescinde dai confini civili abbracciando due comuni diversi (Lissone e Macherio). Di particolare interesse, nella parte lissonese, vi è la chiesa parrocchiale dedicata a San Giuseppe e a Sant'Antonio Maria Zaccaria. Nella parte orientale della Bareggia sorge anche un ampio parco, il Bosco Urbano, unico polmone verde di un comune ormai densamente urbanizzato. All'interno del parco vi è un laghetto artificiale adibito alla pesca sportiva, oltre a numerosi sentieri ciclopedonali o percorribili a cavallo, immersi in prati, verde agricolo coltivato a mais e boschi.
Santa Margherita
Santa Margherita (Santa Margherita in dialetto brianzolo, AFI: [ˈsaŋta ˌmarɡeˈrita]) è la più grande delle frazioni lissonesi. Della chiesa principale, quella di Santa Margherita (risalente al XIX secolo), rimane visibile attualmente solo un piccolo campanile ed una cappellina dedicata alla Santa. La chiesa attuale è quella di Santa Maria Assunta, moderna e molto capiente. Sulla strada vicinale per Sovico, è presente l'elisuperficie di Lissone, unica struttura in tutta la provincia di Monza e Brianza adibita all'atterraggio e al decollo di elicotteri, per emergenze e per il soccorso aereo.

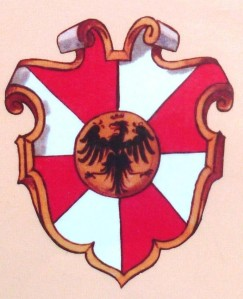
Lo stemma dell'antico Comune di Cassina Aliprandi.

Aliprandi
Cassina Aliprandi (La Lipranda in dialetto brianzolo, AFI: [liˈpraŋda]), che forma oggi un unico agglomerato urbano con la vicina Santa Margherita, prende il nome dalla nobile famiglia Aliprandi, feudataria di numerosi territori in Lombardia. A Lissone erano presenti i marchesi Aliprandi Martinengo, ramo della famiglia estinto nel XVIII secolo. Nel Settecento le frazioni Aliprandi, Santa Margherita e Cascina Bini formavano un unico comune indipendente: quello di Cassina Aliprandi che aveva adottato come stemma comunale il blasone degli Aliprandi. Nel 1869 questo comune e i suoi 500 abitanti furono annessi al vicino comune di Lissone, come peraltro era già accaduto in epoca napoleonica.
Rioni
Il territorio comunale è suddiviso in dodici rioni:
- Barbjìs: la zona ovest di Lissone. Comprende anche via Varese, via Verdi e corso Matteotti verso San Giorgio. Nella zona esisteva, fino agli anni Ottanta, un antico passaggio a livello della ferrovia. Il nome del rione si deve a uno storico casellante con lunghi baffi, detto qui l'uomo dai Barbis;
- Baregia: è il rione che corrisponde alla frazione di Bareggia, nella zona nord-orientale della città sul confine con Macherio e Biassono. Deve il nome alla storica cascina di piazza Sant'Antonio Maria Zaccaria;
- Burg: combacia il nucleo più antico del centro storico. Comprende via Assunta, via Origo e la zona fino al Cimitero maggiore. Il rione prende il nome dall'antichissima chiesa della Madonna del Borgo;
- Cassin (Santa Margherita-Aliprandi): la zona nord della città, che riunisce le frazioni di Santa Margherita, Aliprandi e le antichissime cascine Bini e San Pietro, un tempo inglobate nel Comune di Cassina Aliprandi;
- Cruséta: la zona della Crocetta, ovvero una colonna di pietra con in cima una croce, che si trova dal 2000 al centro dello storico incrocio tra strade che portano al centro di Lissone e alle frazioni di Bareggia e Santa Margherita e a San Giorgio verso Desio;
- Cunvegn e Baldirüna: la zona più orientale di Lissone, al confine con Biassono e Vedano al Lambro. Qui si trova il Convegno, storico complesso rurale, e la cascina San Mauro (o Baldirona), e subito oltre il confine comunale, nel territorio di Vedano al Lambro, anche il Santuario della Madonna della Misericordia.
- Da là dal punt: tutta la zona sud della città, che sta al "di la del ponte" della stazione ferroviaria. Nel rione si trova il sub-quartiere di via Giotto, la zona commerciale e artigianale della città sorta durante il boom economico;
- Gesa Növa: tutta la zona circostante la chiesa prepositurale, o Gesa Nova. Combacia con la parte occidentale del centro storico e comprende piazza Libertà, piazza Lega Lombarda, piazza Giovanni XXIII e tutto l'asse di via Sant'Antonio e via Loreto;
- Rutunda: il quartiere a sud della città, nella zona di via Monza dove si trova il palazzetto dello sport "PalaFarè". Al limite con San Ròch, dove vi era la chiesa di San Rocco fuori le Mura, oggi chiesa di San Luigi. Il rione deve il nome ad una curva Rutunda che faceva il tram per Monza, oggi sostituito da bus, tra la via Monza e la Via Trieste. Confina con La Biruna-Cazzaniga di Monza;
- Salèta: il polo artigianale convergente intorno a via Buonarroti, immediatamente fuori dalla cerchia del centro. Il rione inizia da piazza Maria Bambina, nei pressi della quale si trovava una "saletta", popolare ritrovo del dopolavoro dei lissonesi. Deve il nome alla Madonna della Salette di cui è presente un affresco proprio all'inizio di via Buonarroti.
- San Rocc - Barüs: è la zona meridionale del centro della città che, a partire da dove vi era la chiesa di San Rocco fuori le Mura (San Ròch) oggi chiesa di San Luigi, comprende il quadrilatero tra la ferrovia, Piazza Garibaldi, fino ad arrivare a viale della Repubblica;
- Vialort: comprende il quartiere a sudest del viale della Repubblica, da Via Pacinotti (sub-quartiere), il Vialone che collega Lissone a Vedano al Lambro. Anticamente Vialort (via degli orti) era il nome dialettale della zona, sul suo territorio si trova l'antica cascina Panceri in via Fleming.

## Economia

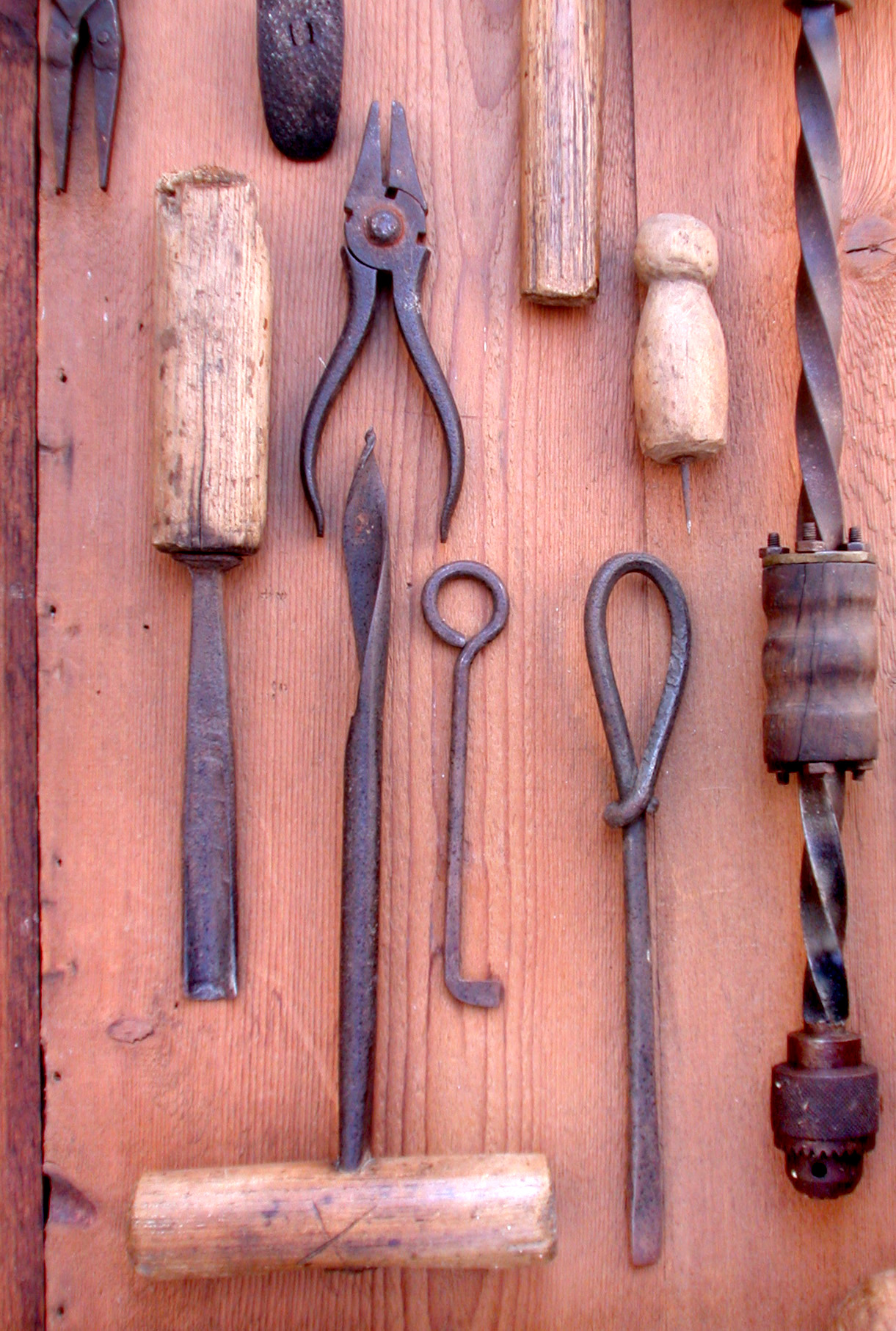
Attrezzi da falegnameria manuali

L'economia è basata essenzialmente sul settore industriale, commerciale, artigianale e di consulenza fra cui quella finanziaria. Rilevante è la produzione di mobili, principale attività industriale del comune. Vi sono anche industrie meccaniche - in particolare le Officine Brugola, fondate nel 1926 e attualmente presenti, il cui prodotto tipico sono le viti brugola, conosciute con questo nome in tutto il mondo -, elettrochimiche, chimiche, alimentari ed elettroniche. Alcune delle attività produttive svolte a Lissone hanno comportato controlli con impianti radiologici per industrie e conseguente competenza radioprotezionistica. Nel primo dopoguerra la produzione artigianale di mobili di Lissone, sempre alla ricerca di nuovi sbocchi, accolse l'invito del movimento razionalista; architetti ed arredatori di quella scuola trovarono localmente chi realizzò in modo ineccepibile le loro idee e la Triennale di Milano del 1933 ne fu il vittorioso collaudo. Dai prototipi su disegno alla produzione per tutti, adattabile per precise ragioni di produzione o di gusto, si passò poi ad arredamenti di palazzi pubblici, cinematografi, pezzi unici per case private. Il compito promozionale fu assunto da una manifestazione, la Settimana del Mobile, organizzata inizialmente da un sodalizio privato, e dal 1951 in avanti dall'Ente Comunale per il potenziamento del mercato mobiliero. Non meno importante annotazione, la fondazione nel 1955 dell'Istituto Professionale di Stato per l'Industria e l'Artigianato "G. Meroni", che sostituendo la vecchia Scuola di disegno ed intaglio si è specializzato nella formazione professionale a vari livelli di mobilieri e di arredatori. Questa vivacità imprenditoriale nel campo dell'arredo, pur continuando a rappresentare un caso di successo della piccola e media impresa italiana, ha subito dal 1990 un rallentamento, dovuto principalmente ad una minor attenzione dedicata all'aspetto creativo e progettuale dell'arredo col risultato che Lissone attraversò un momento di stagflazione, nonostante le numerose, ed uniche a livello nazionale, professionalità e capacità esistenti sul suo territorio.

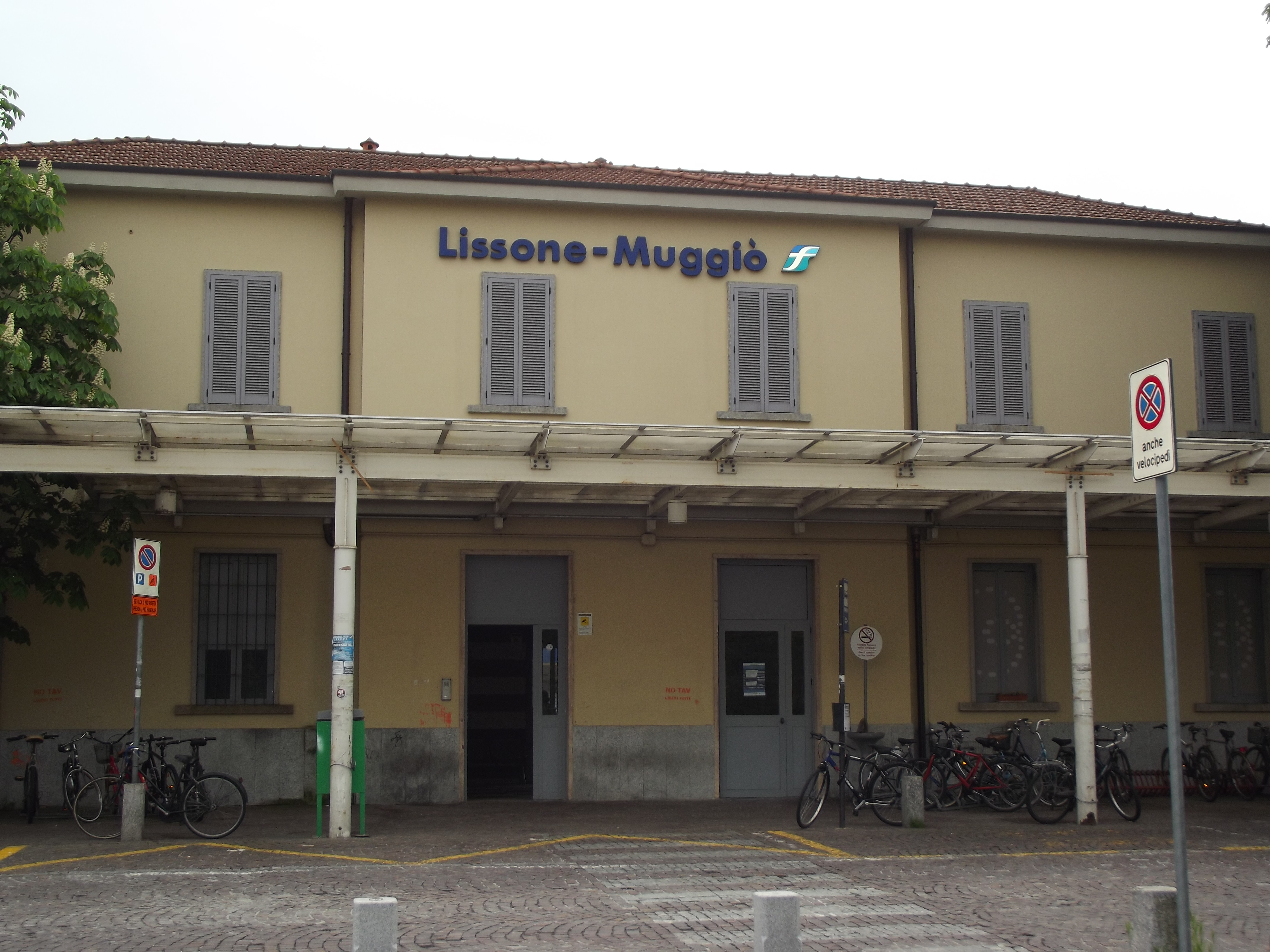
Stazione di Lissone

## Infrastrutture e trasporti

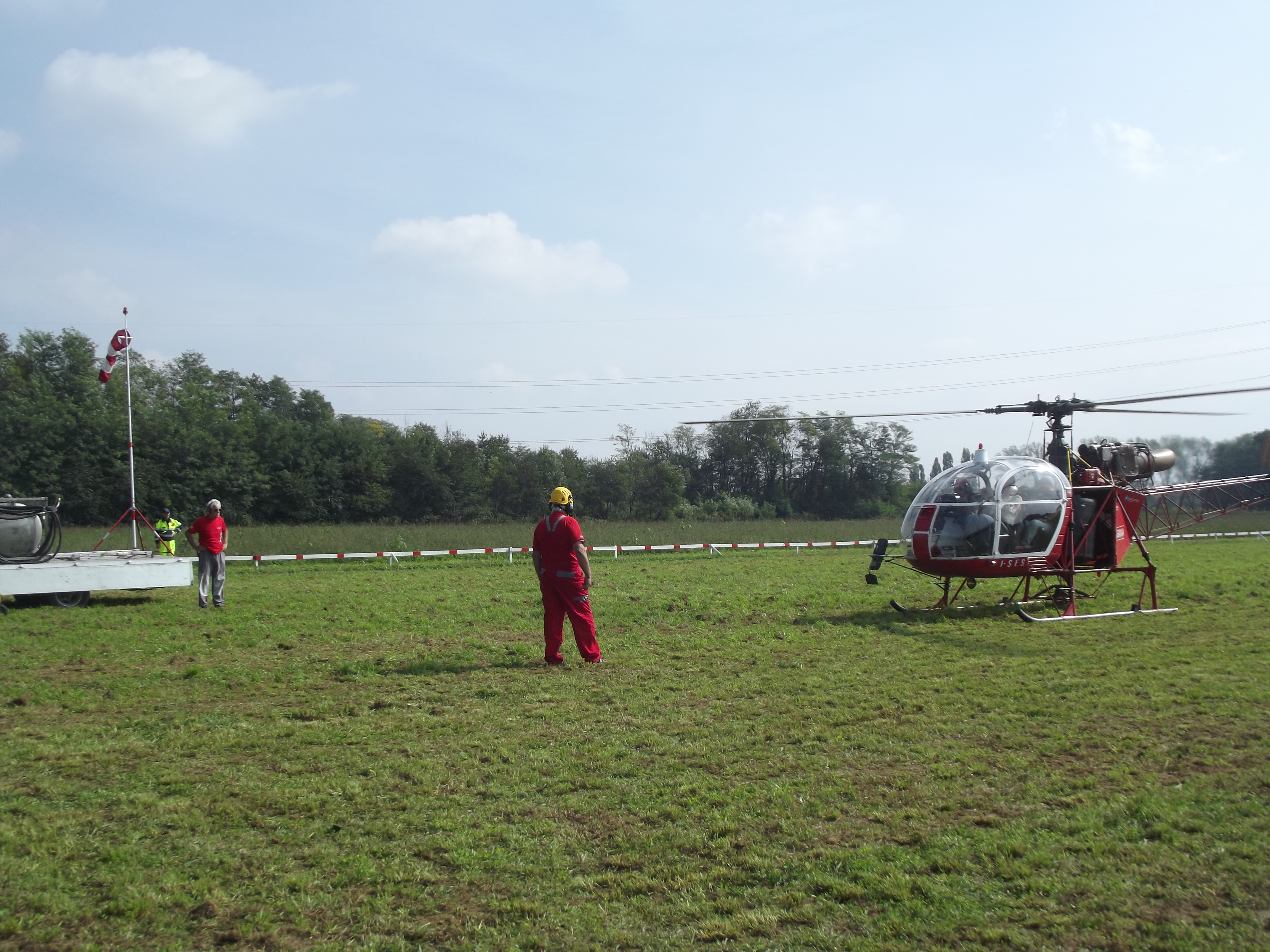
Elisuperficie di Lissone

### Strade
Lissone è interessata dalla Superstrada SS36 Milano-Colico.

### Ferrovie e tranvie
La stazione di Lissone-Muggiò, posta sulla linea ferroviaria internazionale Chiasso-Milano, è servita dai treni suburbani delle linee S9 e S11.
Dal 1910 al 1952 il comune era inoltre servito dalla tranvia Monza–Meda–Cantù.

### Aeroporti
L'elisuperficie di Lissone è situata nella frazione di Santa Margherita. Ha una superficie di 6.000 metri quadrati, provvisti di triangolo e segnaletica a terra, utilizzati ed attrezzabili per il soccorso aereo in casi di emergenza; la struttura è in gestione alla sezione lissonese della Protezione Civile.

### Mobilità urbana
I trasporti interurbani di Lissone vengono svolti con servizi regolari di autobus gestiti dalle società Autoguidovie e Brianza Trasporti.

## Amministrazione
Dall'introduzione del moderno assetto amministrativo nel 1859, a Lissone si sono avvicendati 24 sindaci.
| Periodo | Periodo  | Primo cittadino     | Partito                    | Carica      | Note          |
| ------- | -------- | ------------------- | -------------------------- | ----------- | ------------- |
| 1859    | 1861     | Felice Mariani      | Liberali                   | Sindaco     | [ 29 ]        |
| 1862    | 1873     | Carlo Arosio        | Liberali                   | Sindaco     | [ 30 ]        |
| 1874    | 1877     | Angelo Meroni       | Liberali                   | Sindaco     |               |
| 1878    | 1880     | Carlo Rocca         | Liberali                   | Sindaco     |               |
| 1881    | 1885     | Carlo Sanmartino    | Liberali                   | Sindaco     |               |
| 1886    | 1887     | Pietro Arosio       | Liberali                   | Sindaco     |               |
| 1888    | 1895     | Amedeo Meroni       | Liberali                   | Sindaco     |               |
| 1896    | 1905     | Luigi Varenna       | Liberali                   | Sindaco     | [ 31 ]        |
| 1905    | 1906     | Mauro Riva          | Liberali                   | Sindaco     |               |
| 1907    | 1908     | Pietro Mussi        | Liberali                   | Sindaco     |               |
| 1908    | 1908     | Giovanni Nota       | -                          | Commissario | [ 32 ]        |
| 1909    | 1914     | Mauro Riva          | Liberali                   | Sindaco     |               |
| 1914    | 1920     | Rodolfo Fossati     | Liberali                   | Sindaco     | [ 33 ]        |
| 1920    | 1923     | Giovanni Mariani    | Partito Popolare Italiano  | Sindaco     | [ 34 ]        |
| 1923    | 1924     | Alfonso Campanari   | -                          | Commissario | [ 35 ]        |
| 1924    | 1927     | Carlo De Capitani   | -                          | Commissario |               |
| 1927    | 1928     | Carlo Durante       | -                          | Commissario |               |
| 1928    | 1932     | Alfredo Fossati     | Partito Nazionale Fascista | Podestà     |               |
| 1932    | 1943     | Angelo Cagnola      | Partito Nazionale Fascista | Podestà     |               |
| 1943    | 1944     | Aldo Varenna        | -                          | Commissario |               |
| 1944    | 1944     | Eugenio Campo       | -                          | Commissario |               |
| 1944    | 1945     | Giovanni Ruffini    | -                          | Commissario |               |
| 1945    | 1946     | Angelo Arosio       | Democrazia Cristiana       | Sindaco     | [ 36 ]        |
| 1946    | 1951     | Mario Camnasio      | Democrazia Cristiana       | Sindaco     | [ 37 ]        |
| 1951    | 1970     | Fausto Meroni       | Democrazia Cristiana       | Sindaco     | [ 38 ]        |
| 1970    | 1975     | Sergio Missaglia    | Democrazia Cristiana       | Sindaco     |               |
| 1975    | 1985     | Angelo Cerizzi      | Democrazia Cristiana       | Sindaco     | [ 39 ]        |
| 1985    | 1992     | Giuseppe Valtorta   | Democrazia Cristiana       | Sindaco     | [ 40 ]        |
| 1992    | 1993     | Adriano Muschiato   | Democrazia Cristiana       | Sindaco     |               |
| 1993    | 1994     | Nice Montanini      | -                          | Commissario | [ 41 ]        |
| 1994    | 2002     | Fabio Meroni        | Lega Nord                  | Sindaco     | [ 42 ] [ 43 ] |
| 2002    | 2012     | Ambrogio Fossati    | Lega Nord                  | Sindaco     | [ 44 ] [ 45 ] |
| 2012    | 2022     | Concettina Monguzzi | Lista civica di csx        | Sindaco     | [ 46 ] [ 47 ] |
| 2022    | in ruolo | Laura Borella       | Lega Salvini               | Sindaco     | [ 48 ]        |

### Consolati
A Lissone fino agli anni 2000 era presente un consolato della Costa d'Avorio, per far fronte alle collaborazioni economiche e commerciali del paese africano con le grandi industrie mobiliere del territorio.

## Sport
La società di calcio Pro Lissone, fondata nel 1901, raggiunse il suo culmine con il campionato nazionale di Serie C. La squadra femminile nella stagione calcistica 2013-2014 ha disputato la serie B. A Lissone sono inoltre presenti altre due società calcistiche minori: A.C. Lissone, militante in Promozione, e la società A.C. Campagnola Don Bosco, con sede a Santa Margherita, che partecipa alla Seconda Categoria.
Dal 1946 Lissone ospita la partenza e l'arrivo della Coppa Agostoni, corsa ciclistica internazionale per corridori professionisti. 
Il 23 maggio 2005 la quindicesima tappa del Giro d'Italia si è conclusa a Lissone con la vittoria di Alessandro Petacchi.
La società Ginnastica Artistica Lissonese ha vinto 12 scudetti; la Pro Lissone Ginnastica, vincitrice di 3 scudetti, è insignita della Stella d'oro al merito sportivo),
Il Judo Club Lissone è insignito della Stella di bronzo al merito sportivo.
L'Associazione Pallacanestro Lissone (A.P.L.) milita nel campionato di Serie C.
La principale squadra di pallavolo è il Lissone Volley Team, militante con la prima squadra maschile in serie D, con un quarto posto come miglior risultato nella stagione 2022-23; al femminile la prima squadra ha raggiunto la promozione in Prima divisione nella stagione 2022-23.

### Impianti sportivi

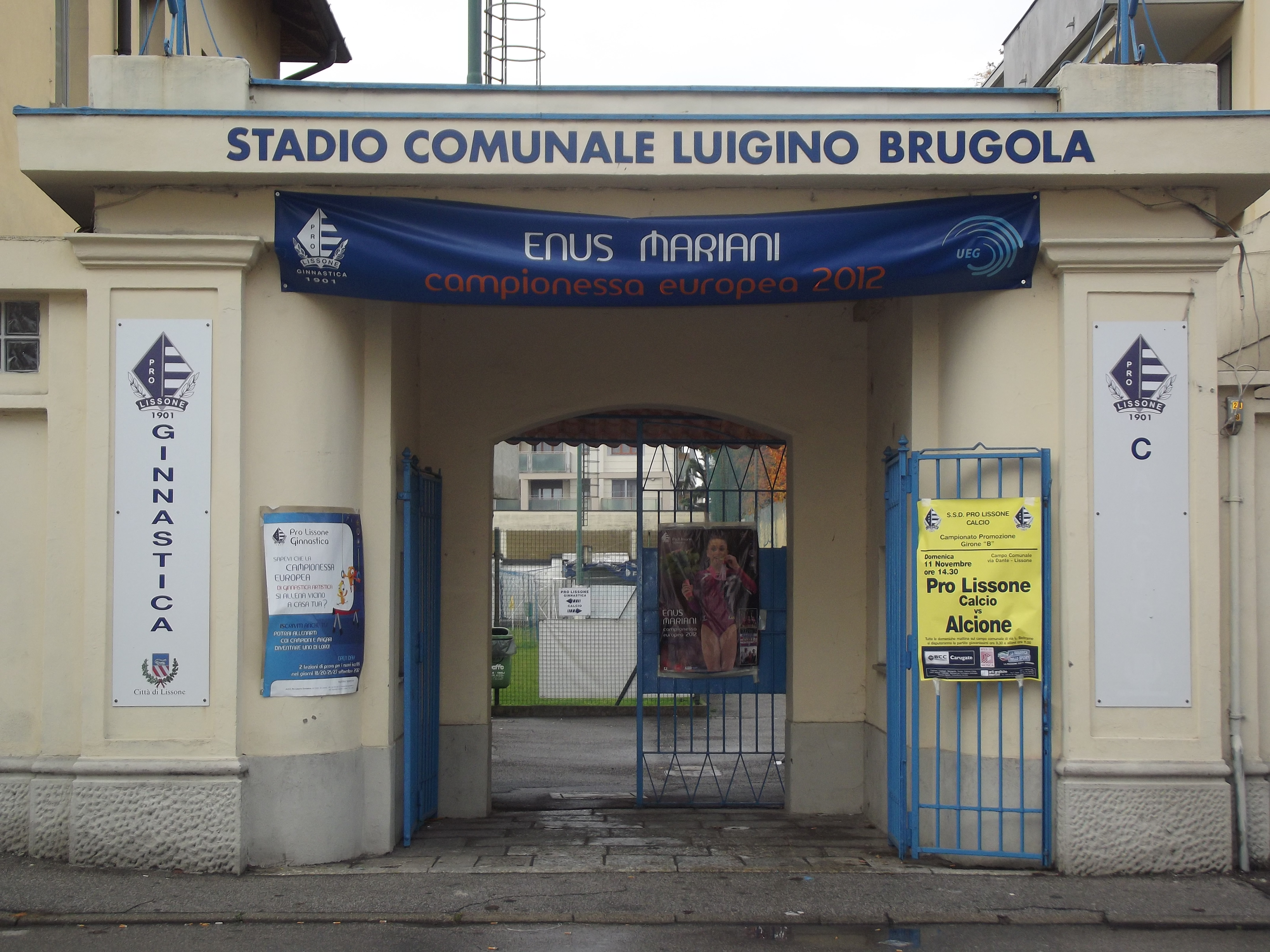
Stadio Comunale "Luigino Brugola"

- Stadio Comunale "Luigino Brugola" (S.S. Pro Lissone Calcio) - Via Dante
- Palazzetto dello sport "Città di Lissone" - via Lando Conti (in costruzione)
- Campo Comunale "Città di Lissone " (A.C. Lissone) - Via del Pioppo, frazione Bareggia
- Centro sportivo comunale "Città di Lissone" - Via F. Cilea
- Piscine comunali olimpioniche - Via F. Cilea
- Centro sportivo comunale - Via L. Beltrame
- Centro sportivo comunale Palazzetto Ripamonti - Via G. Deledda, frazione Santa Margherita
- Centro sportivo comunale San Mauro - Via Fermi, Lissone
- Palazzetto dello sport "PalaFarè" - Via Caravaggio
- Palazzetto dello sport "Benedetto Croce" - Via Don Minzoni
- Centro Ippico "Cascina Paolina" - Via V. Bottego, frazione Bareggia
- Palazzetto dello sport Piermarini - Via Bernini, ospitante le gare interne del Lissone Volley Team